# Сцена в душе

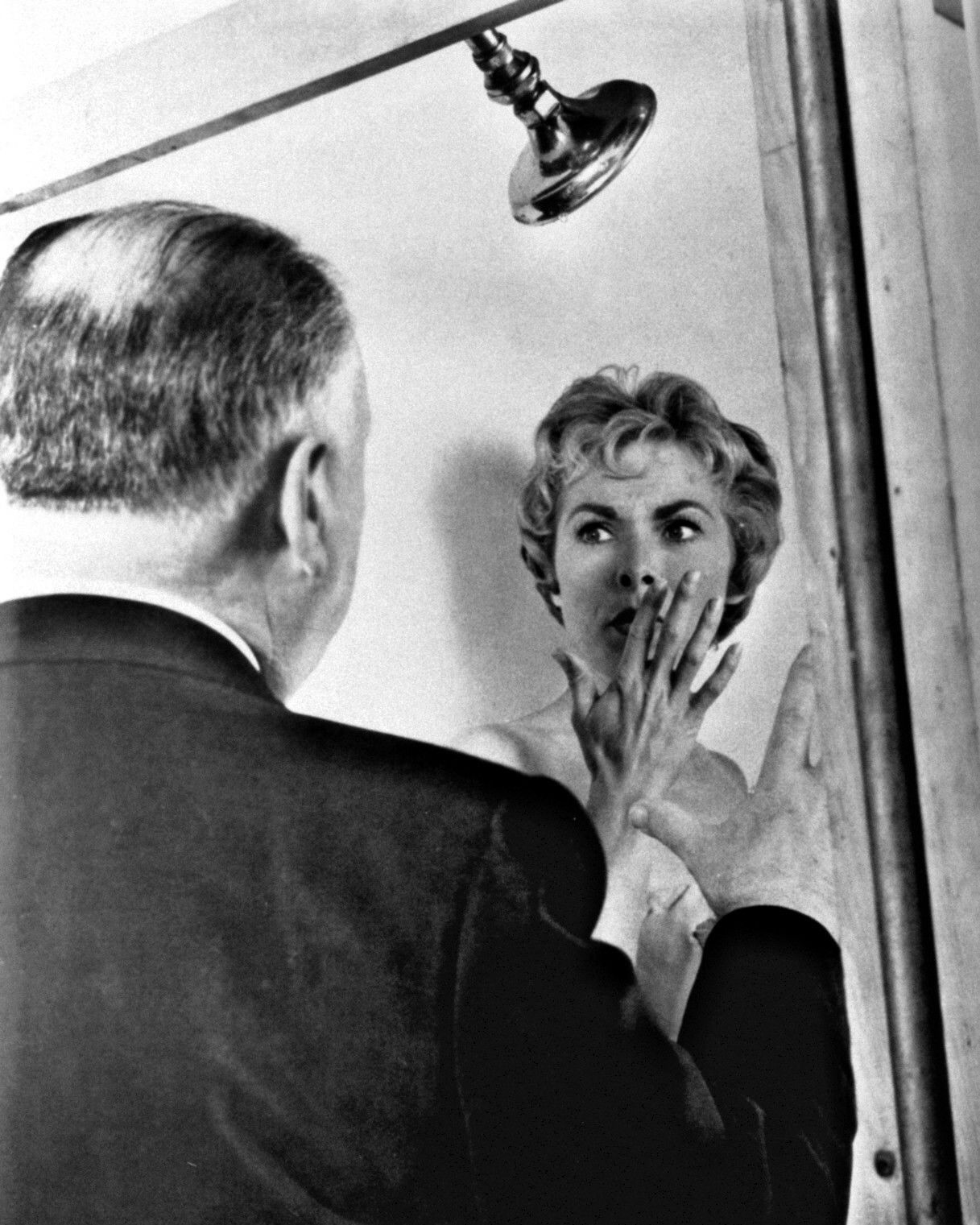
Альфред Хичкок и Джанет Ли на съёмках фильма

Сце́на в ду́ше (англ. The shower scene), также убийство Мэрион (англ. The Killing of Marion) — ключевая сцена триллера «Психо», снятого режиссёром Альфредом Хичкоком в 1959 году и вышедшего на экраны США в 1960 году. Фильм является экранизацией одноимённого романа американского писателя Роберта Блоха, основанного на фактах из жизни маньяка-убийцы Эда Гина. Премьера «Психо» прошла в середине июня 1960 года. Несмотря на опасения со стороны причастных к созданию фильма и замечания некоторых рецензентов, он неожиданно стал кассовым и культурным феноменом, а со временем приобрёл культовый статус. Особое впечатление на зрителей и критиков оказала сцена убийства, которая считается одной из самых известных не только в творчестве Хичкока, но и во всём мировом кинематографе. Согласно опросу британского киножурнала Total Film она признана «лучшей сценой смерти» в истории кино. Она нашла отражение в массовой культуре, стала объектом исследований, многочисленных пародий и подражаний. Вокруг её создания, художественных и технических деталей не утихают споры с момента съёмок фильма.
По сюжету картины Мэрион Крэйн похищает в своей риэлторской компании доверенную ей крупную сумму денег и останавливается в мотеле. Поразмыслив и раскаявшись в содеянном, она, по всей видимости, принимает решение вернуть деньги владельцу, после чего раздевается и идёт в душ. Там на неё неожиданно нападает неизвестная с ножом, выглядящая как пожилая женщина. Убийца наносит множество ударов, в результате чего Мэрион истекает кровью, сползает по стенке ванной и умирает в агонии. Впоследствии выясняется, что к этой смерти, а также ряду других, причастен владелец мотеля Норман Бейтс, переодевшийся своей матерью, убитой им ранее; её труп он хранил в подвале. Эту серию убийств маньяк совершил, так как в нём уживалось две личности: его и матери, постепенно становившейся доминирующей, особенно при знакомстве с женщинами. Норман не осознавал своей вины, так как был уверен, что в смертях повинна его «Мать», а он только уничтожал следы её преступлений.
Сюжетная оригинальность картины заключается в том, что линия главной героини обрывается неожиданно — её гибелью в первой трети истории. Именно этот сценарный ход первоначально заинтересовал режиссёра, а также возможность постановки шокирующего убийства. В роли девушки-блондинки, вставшей на путь преступления и, по всей видимости, раскаявшейся, снялась известная актриса Джанет Ли. Режиссёр некоторое время уговаривал её сняться обнажённой, но она не согласилась, поэтому при съёмках применялись маскирующие интимные места накладки на тело и была привлечена дублёрша. В роли убийцы был задействован не Энтони Перкинс, исполнитель роли Нормана Бейтса, а женщина-дублёрша, загримированная под старушку.
Как и фильм, сцена снята на чёрно-белую плёнку не только из-за экономии средств со стороны Хичкока, вынужденного снимать без помощи крупных студий, но и для того, чтобы снизить жестокость сцены для зрителей, привыкших к традиционной голливудской продукции того времени, а также из цензурных соображений. По некоторым сведениям, фильм должен был выйти цветным, а убийство Мэрион — чёрно-белым. Значительную роль в создании сцены сыграл автор раскадровки Сол Басс — графический дизайнер, киноплакатист, некоторое время претендовавший даже на приоритет в её создании. Из более 30 дней, потраченных на съёмки в конце 1959 — начале 1960 года, по распространённому мнению на создание сцены ушла неделя, а по некоторым данным — даже больше. Эпизод состоит из дробного монтажа с десятками склеек. Многие из кадров сняты крупным планом, в том числе очень крупным планом, за исключением средних планов непосредственно перед и сразу после убийства. Большему эффекту воздействия на зрителя способствует музыкальное сопровождение композитора Бернарда Херрмана, признаваемое одним из самых известных в фильмах ужасов и даже в истории кино. Первоначально Хичкок хотел, чтобы эпизод шёл без музыки, но он принял предложение композитора использовать его пьесу, исполняемую только струнными инструментами.

## Описание
По сюжету фильма секретарь риэлторской конторы Мэрион Крэйн, которой поручили сдать в банк 40 тыс. долларов, полученные у богатого клиента, неожиданно похищает их и уезжает на автомобиле, чтобы начать новую жизнь со своим любовником. Устав от напряжения и решив спрятаться, она сворачивает с оживлённого шоссе. Во время бури Мэрион останавливается в «Мотеле Бейтса», которым управляет Норман Бейтс — юноша, явно страдающий от гнёта своей горячо любимой, но деспотичной матери. После ужина и разговора с Мэрион Норман уходит в расположенный по соседству свой мрачный, старый дом. Оттуда слышен бурный разговор матери и сына, звуки которого доносятся и до самой девушки. Старушечий голос бранит Нормана за близкое общение с гостьей.

Сцена в душе. Кадр из фильма

Он незаметно возвращается в мотель, снимает репродукцию картины «Сусанна и старцы» Виллема ван Мириса и через дырку в стене тайком наблюдает за тем, как Мэрион раздевается у себя в номере, а потом возвращается в свой обветшалый «готический» дом. В номере Мэрион, одетая в домашнюю кофту и юбку, достаёт украденные деньги и банковскую квитанцию. На листке бумаги она задумчиво пишет «40 000 — 700=39 300», после чего рвёт его на клочки, бросает в унитаз и спускает воду. Она раздевается, снимает халат, в этот момент на экране видны её ноги и плечи. Девушка становится в ванну, задёргивает занавеску и включает душ, с облегчением подставляя лицо под струи воды. Её состояние заметно улучшается: она расслабляется и с удовольствием моется. Комната ослепительно светлая и чистая. Очертания тела Мэрион видны через матовую полиэтиленовую занавеску. Внезапно через неё мелькают какие-то тени, и становится видно, что кто-то открывает дверь и медленно идёт на девушку. Постепенно становится виден размытый силуэт высокой худой женщины в тёмном платье, волосы которой разделены на прямой пробор. Она отдёргивает левой рукой занавеску. В правой руке у неё большой длинный нож; увидев это, девушка кричит в ужасе. Она пытается оказать сопротивление, но ничего не может сделать голыми руками и получает несколько ударов по верхней части тела, которые становятся всё чаще. Показ ударов ножом снят с точки зрения убийцы. Умирающая истошно кричит, хватается за занавеску, сползая в агонии по белой кафельной стене в ванну. Перед смертью она судорожно протягивает руку. Напор воды слабеет: смешавшись с кровью и закручиваясь, она стекает в сливное отверстие ванны. Камера фокусируется на широко раскрытом глазе жертвы, лежащей на полу лицом вниз; её ноги в крови. Мэрион мертва, а вода из душа продолжает литься на её труп.
После этого вбегает Норман, который, несмотря на ужас от произошедшего, берёт себя в руки и начинает убирать комнату, чтобы избавиться от следов убийства. Завёрнутое в душевую занавеску тело, сумку и чемодан с вещами он кладёт в багажник автомобиля жертвы. Не заметив, что в газетном свёртке были деньги, он также бросает его в машину, которую топит в болоте. В финале картины выясняется, что в гибели Мэрион и серии других убийств виноват Бейтс, которого арестовывают, но помещают в психиатрическую клинику. Там ему диагностируют сложное раздвоение личности: убив свою мать и её любовника на почве ревности к ней, он выкрал её труп из гроба и стал вести с ней «диалоги». Постепенно более сильная, деспотичная личность матери берёт над ним верх, особенно когда появляются симпатичные девушки, что привело к нескольким убийствам. Это происходило, когда Норман перевоплощался в «Мать», надевая женскую одежду и парик. Серийный убийца не осознавал своей вины, так как был уверен, что в смертях повинна его «Мать», а он только уничтожал следы её преступлений.

## Создание

### Предыстория

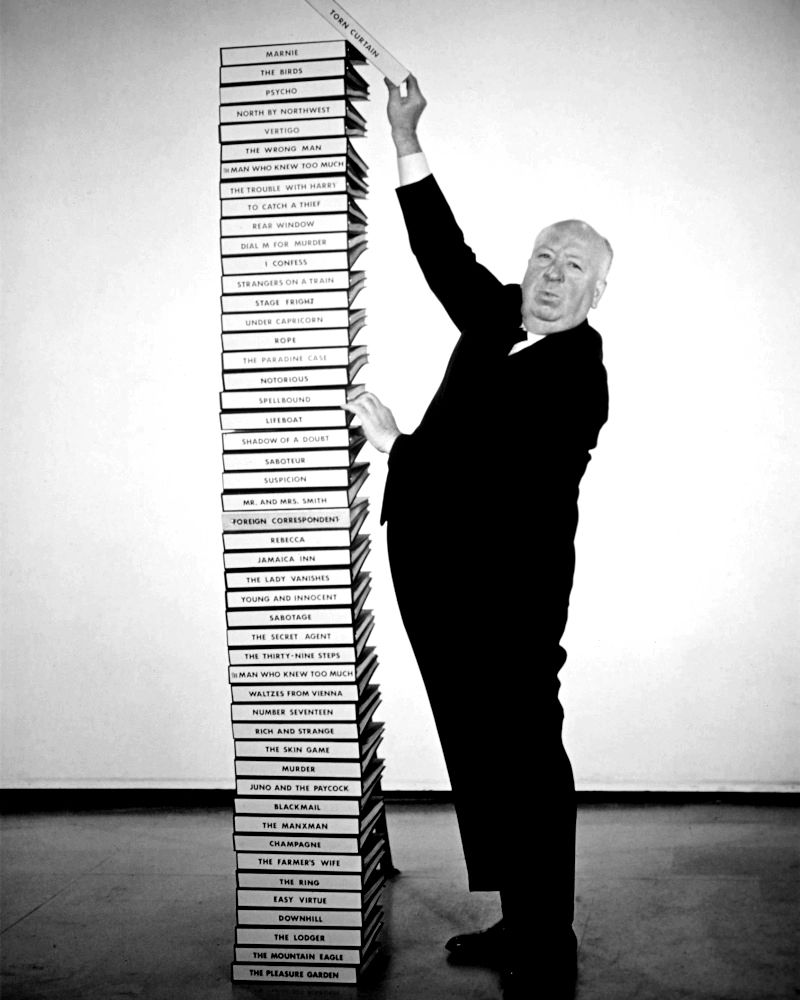
«Психо» стал 47-м фильмом Альфреда Хичкока

В основе 47-го фильма Альфреда Хичкока, на первоначальном этапе известного как «проект 9401», а позже получившего название «Психо», лежит история реального маньяка из штата Висконсин Эда Гина, на основе которой Роберт Блох написал роман «Психоз». Она неоднократно привлекала внимание криминалистов, литераторов и кинематографистов. Гин родился в округе города Ла-Кросс в штате Висконсин 27 августа 1906 года в семье Джорджа Филипа Гина и Августы Вильгельмины Лерке. Несмотря на то, что его мать презирала своего мужа, который злоупотреблял алкоголем и не имел постоянной работы, она не расторгала брак из-за религиозных убеждений. Августа выросла в набожной лютеранской семье, члены которой были ярыми противниками всего, что связано с сексом, из-за чего она во всём видела лишь грязь, грех и похоть. Отец Гина, болевший пневмонией, умер в апреле 1940 года от последствий алкоголизма, а брат Эда погиб при подозрительных обстоятельствах. Вскоре после его смерти Августу хватил удар, и она оказалась прикованной к постели. Сын ухаживал за ней круглыми сутками, но она всё равно была постоянно недовольна, называла его слабаком и неудачником. Время от времени она позволяла ему лежать в постели вместе с собой по ночам. В 1945 году мать оправилась от инсульта, но в конце года её поразил новый удар, в результате чего она умерла в возрасте 67 лет. Эд, который теперь остался в полном одиночестве на ферме и перебивался случайными заработками, начал интересоваться вопросами анатомии, читал о зверствах нацистов во время Второй мировой войны, различную информацию об эксгумации, смене пола, а также местную газету, особенно раздел некрологов. Он сильно эмоционально зависел от матери, был подавлен её личностью. Так, её комнату он сделал местом поклонения, а весь «остальной дом вскоре превратился в лавку сумасшедшего мясника».
Постепенно у Гина стали проявляться психопатические расстройства. Через несколько месяцев после смерти матери он стал выкапывать на кладбище трупы пожилых женщин, а в декабре 1954 года убил Мэри Хоган, хозяйку местной таверны. Ему удалось незаметно перенести полную женщину к себе на ферму, где он расчленил её и держал останки у себя дома. 16 ноября 1957 года бесследно пропала хозяйка лавки скобяных товаров — пожилая вдова Бернис Уорден. Подозрение пало на Гина, которого часто видели возле магазина жертвы. Полиция провела обыск на ферме, где в одном из подсобных помещений был обнаружен выпотрошенный и изуродованный труп Уорден. Он был обезображен и подвешен как туша оленя. По стенам были развешаны маски из человеческой кожи и отрубленные головы, также был найден целый гардероб, изготовленный кустарным образом из дублёной человеческой кожи: две пары штанов, жилет, костюм, а также сделанный из человеческой кожи стул, пояс из женских сосков, тарелка для супа из черепа. Холодильник был доверху забит человеческими органами, а в одной из кастрюль было найдено сердце. Позже Гин признался, что любил надевать одежду из женской кожи и представлять себя своей матерью. Обстоятельства жизни Гина стали достоянием местного фольклора, а его ферма прославилась как «дом ужасов», который сгорел в марте 1958 года. Маньяк приобрёл печальную известность и в масштабах страны. Это произошло после статей об истории его жизни в популярных журналах Life и Time в декабре 1957 года. В соответствии с приговором суда Гин был признан невменяемым и направлен на принудительное лечение. В 1968 году под давлением общественности началось новое судебное разбирательство: Гин был осуждён за убийство, но, поскольку юридически был невменяемым, весь остаток жизни провёл в психиатрической больнице, где умер в июле 1984 года от рака.

### Литературная основа

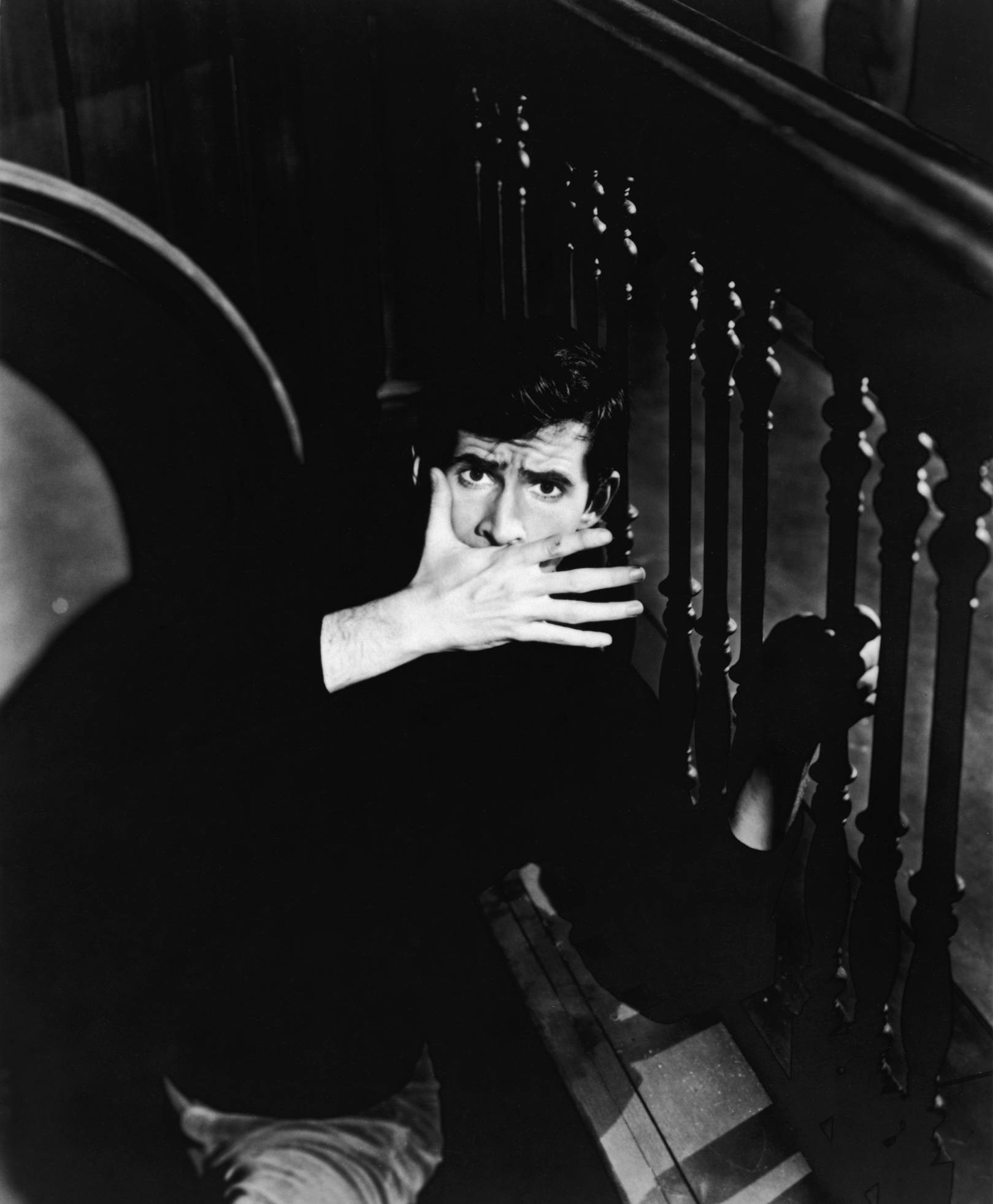
Энтони Перкинс в образе Нормана Бейтса

В интервью писателям Рэнди и Жан-Марку Лоффисье Роберт Блох рассказывал, что в то время, когда статьи о серийном убийце не сходили со страниц прессы, он сам жил в 50 милях от места жительства Гина, в таком же маленьком городке, и его заинтересовала эта история. По словам Блоха, он не знал тогда деталей жизни прототипа романа, так что его история скорее основана на «ситуации», и только позже, когда факты просочились в прессу, он был поражён, насколько много совпадений было между придуманным образом из его «больного воображения» и реальной личностью Гина. Прозаик признавался, что более всего его привлекла в поведении Гина «кипучая» некрофильская деятельность маньяка и то, что пугающие странности поведения не вызывали обеспокоенности со стороны окружающих. После того как роман «Психоз» был опубликован, о нём положительно отзывались в прессе. Одну из рецензий писателя и критика обозревателя Энтони Бучера, помещённую в The New York Review of Books, увидел Хичкок и решил делать по книге фильм. Ассистентка Хичкока Пегги Робертсон позже говорила, что когда она познакомила его с книгой, то была уверена, что режиссёра заинтересуют нестандартность зверств, переодевания и табуированные сексуальные фетиши.
По поручению Хичкока права на экранизацию романа были приобретены анонимно за 9 тыс. долларов, а почти весь его десятитысячный тираж был выкуплен, чтобы сохранить в тайне неожиданную развязку. Проект не заинтересовал студию Paramount, с которой Хичкок продолжительное время плодотворно сотрудничал: там пообещали только помощь с прокатом, так как рассчитывали, что он продолжит снимать для них крупнобюджетные цветные фильмы со звёздами. В итоге «мастер саспенса» решил снять на свои деньги малобюджетный триллер в чёрно-белом цвете, сохранив смету менее 1 млн долларов и стремясь «сделать солидный художественный фильм, снятый на скромные средства». Другой причиной отказа режиссёра от дорогой цветной плёнки, уже получившей в то время широкое распространение, видимо, было желание не допустить, чтобы сцена убийства в душе выглядела слишком шокирующей и кровавой. Так, в одном из интервью режиссёр говорил: «…в цвете кровь, текущая в сток ванной, будет омерзительна».

### Подбор актёров. Работа над сценарием
Потом она всё-таки заметила его — только лицо, уставившееся на неё сквозь раздвинутые шторы, будто висящая в воздухе маска. Под головным убором волос не было видно. Тусклые, безжизненные глаза изучали её в упор, и в этом взгляде было что-то нечеловеческое. Но это была не маска, а лицо живого человека. Толстый слой пудры покрывал его. Оно выглядело бы смертельно бледным, если бы не розовые пятна на скулах — признак возбуждения. Это была не маска… Это было лицо сумасшедшей старухи.

Мэри пронзительно закричала, а шторы раздвигались всё шире и шире. Между ними появилась рука с огромным, как у мясника, ножом. Это был нож, который прервал захлёбывающийся крик Мэри.

Головы её как не бывало.
Нед Браун — агент, которому было поручено приобретение прав на книгу, — рассказывал, что Хичкок был «очарован» оригинальной идеей о том, что история начинается как «рассказ о дилемме девушки, а затем, после ужасающего убийства, обращается в нечто совсем другое». В беседе, посвящённой фильму, Хичкок говорил Франсуа Трюффо, что именно гибель героини привлекла его внимание и вызвала у него желание поставить фильм по роману Блоха: прежде всего его заинтересовала «внезапность убийства в ванной». В ответ Трюффо выразил мнение, что эта сцена в экранизации больше всего напоминает изнасилование. В этом же интервью Хичкок отмечал, что на эпизод убийства Крэйн психопатом Бейтсом было потрачено семь дней, применено семьдесят планов с разных точек для запланированных 45 секунд времени.

На роль героини-блондинки, в нарушение голливудских канонов погибающей в первой половине фильма, рассматривался целый ряд актрис (Ева Мари Сейнт, Пайпер Лори, Марта Хайер, Хоуп Лэнг, Ширли Джонс, Лана Тёрнер). Однако, к удивлению многих, Хичкок остановил свой выбор на Джанет Ли, которая объясняла это тем, что была способна сыграть провинциалку из Феникса, в отличие от других голливудских исполнительниц. По замыслу режиссёра, героиня должна была стать более «живой», чем в романе, выглядеть решительной, но при этом создавать впечатление слабой. Он неоднократно обсуждал с ней образ Мэрион, заявив, что не станет вмешиваться в актёрскую игру, пока она не противоречит его замыслу. Ли отзывалась о своём персонаже как о совсем не преступнице, а простой «стареющей девушке», опасающейся, что её бросит любовник, и постоянно находящейся в поисках денег. Как Хичкок, так и Ли стремились передать в её образе «глубокое чувство безысходности».
| |  |  |  |  |  |
| Голливудские актрисы, рассматривавшиеся на роль Мэрион Крэйн: Ева Мари Сейнт, Пайпер Лори, Марта Хайер, Хоуп Лэнг, Ширли Джонс, Лана Тёрнер |  |  |  |  |  |

Первоначально написание сценария было поручено Джеймсу П. Кавано (James P. Cavanagh): он должен был представить свой вариант в конце июля 1959 года. Согласно его замыслу, попавшая во время грозы в мотель Мэри Крэйн (позже имя было заменено на Мэрион), решив вернуть украденные деньги, знакомится со странным владельцем, к которому чувствует симпатию. После этого она идёт в душ, где на неё нападает «старуха», размахивающая опасной бритвой, и перерезает ей горло. Через какое-то время после убийства Норман, находившийся до того в пьяном виде, находит дверь в ванную открытой, а в комнате девушки обнаруживает платье в крови и бритву. После этого он заметает следы преступления и топит автомобиль жертвы в болоте. Уже на этом этапе было предусмотрено движение камеры в ванной, где на крупном плане запечатлено сливное отверстие, куда по спирали стекает вода. После размышлений Хичкок решил отказаться от сценария Кавано: после разговора с ним и обсуждения замечаний 27 июля 1959 года он выплатил Кавано гонорар в размере 7 тыс. 166 долларов.
После этого к работе был привлечён Джозеф Стефано, указанный впоследствии в титрах как единственный автор сценария. Прочитав роман, он был разочарован «странной» и «неприметной» историей. Он никак не мог понять, в чём заключается интерес в этом проекте такого маститого режиссёра, о чём не преминул ему лично заявить. Большие возражения со стороны Стефано вызвал характер и облик маньяка (сорокалетний пьяница, любитель «подсматривать в замочную скважину»), ещё сильно приближённый к роману, а также «жуткая» сцена убийства. Эти особенности первоисточника делали для него всю историю неинтересной. Узнав мнение Стефано о первоначальном варианте сценария, Хичкок успокоил его вопросом: «Что бы вы чувствовали, если бы Нормана сыграл Энтони Перкинс?» В ответ обрадованный Стефано предложил режиссёру свой план сюжета, начинавшегося с истории Мэрион, а не маньяка-убийцы. Он предложил сначала показать девушку в любовной сцене во время обеда, по словам Стивена Ребелло, «инстинктивно» заинтересовав Хичкока, человека «сладострастного», видимо, сумев сыграть на его «скрытой сексуальности». После этого сценарист набросал следующую схему сюжета: «Мы выясним, что задумала девушка, увидим, как она крадёт деньги и сбегает к Сэму, а по пути случается эта страшная сцена». Такой вариант воодушевил режиссёра, оценившего зрелищность истории, что, по мнению Стефано, и обеспечило ему контракт. Обсуждая сценарий, они много смеялись, и режиссёр посчитал сценариста очень остроумным человеком. Своё общение они продолжили на второй встрече, состоявшейся в офисе режиссёра, где он спросил, что будет, если на роль девушки взять настоящую кинозвезду. При этом никто не должен догадаться, что героиня так быстро погибнет. Стефано понял, что рассматривается кандидатура не только Джанет Ли, но лично ему нравилась идея задействовать именно её и Перкинса. Предполагается, что выбор последнего был связан со стремлением режиссёра сохранить интригу истории, чтобы зритель как можно дольше не догадывался, что Норман является серийным убийцей, так как актёр был известен в кино исполнением ролей романтического амплуа.
Работа сценариста обсуждалась с режиссёром на протяжении более месяца ежедневно начиная с 10:30 утра. Сценарные идеи прорабатывались в деталях: изучались самые малейшие подробности истории (например, в качестве технического консультанта был нанят детектив), а Стефано предоставлялись самые разнообразные данные (цены на номера в мотелях, информация из области таксидермии, описание офисов и поведения риэлторов и т. д.), имеющие отношение к построению сюжета. Довольно скоро обнаружилось, что более всего Хичкока интересовала сцена убийства, её покадровая разработка. По воспоминаниям Стефано, мастера прежде всего привлекало необычное сюжетное построение — гибель привлекательной главной героини, которой должен был сопереживать зритель, причём в первой половине фильма, да ещё и в исполнении кинозвезды. При разработке сценария эта сцена обсуждалась больше всего, так как авторы уже хотели представить, как это будет выглядеть на экране. Однажды, вспоминал Стефано, они прорабатывали её в личном офисе Хичкока на студии Paramount. Режиссёр предложил ему стать на некоторое время «камерой», ведущей съёмку убийства: «И Хичкок сыграл каждое движение, каждый жест, каждый нюанс, заворачивая труп…» Внезапно для них в кабинет зашла жена последнего Альма, которая вообще крайне редко посещала его на студии, и испугала их настолько, что они невольно вскрикнули. «В тот момент шок от её вторжения был настолько сильным, что потом мы хохотали минут пять!»
Несмотря на первоначальные претензии к литературной основе со стороны Стефано, считается, что он многое взял у Блоха. При этом Хичкок не препятствовал сценаристу в развитии его идей и особо не вмешивался в процесс. По воспоминаниям сценариста, фактически режиссёр внёс только несколько замечаний, но стал делать изменения по ходу съёмок. В первую очередь это касалось различных сексуальных, фаллических намёков и символов, усложнения характеров, проявления чувств — все эти купюры были сделаны с целью поддержания напряжения и «атмосферы таинственности». 2 ноября 1959 года был завершён вариант сценария Стефано; впоследствии в него были внесены изменения 10 и 13 ноября и 1 декабря. После этого Стефано обсудил в деталях будущий план фильма дома у Хичкока, так как последний был известен детальной проработкой съёмочного процесса уже на подготовительном этапе. Сценарист говорил, что уже тогда они решили не показывать натуралистичные детали, в частности попадание ножа в плоть жертвы в сцене убийства. Стефано объяснил это стремлением оградить зрителя, сочувствующего Мэрион, которая уже решила вернуть украденные деньги.

## Съёмочный процесс

### Раскадровка

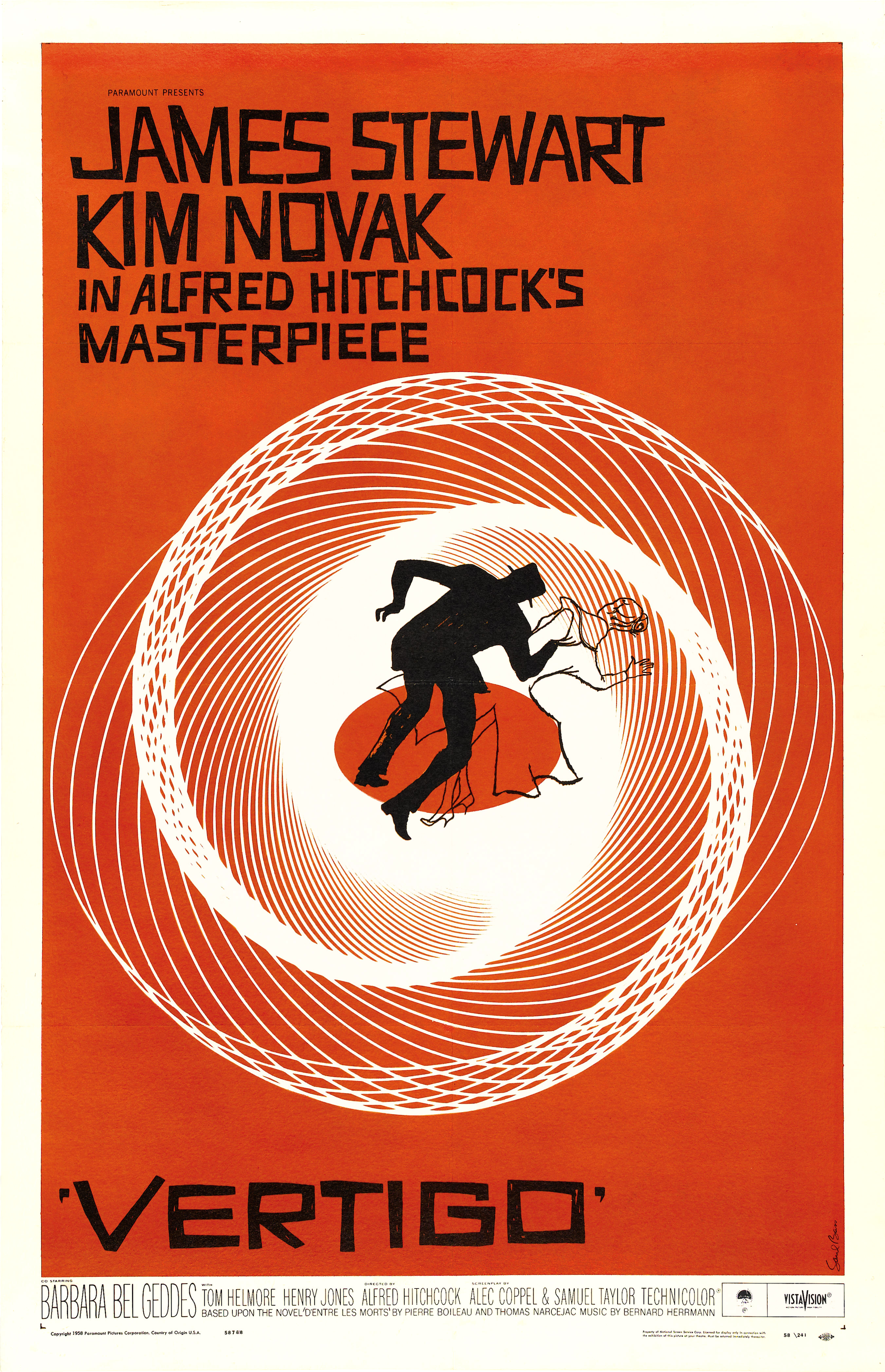
Сол Басс. Постер к фильму «Головокружение», 1958

При проработке плана съёмок Стефано узнал, что сценой убийства очень заинтересовался член съёмочной группы Сол Басс — графический дизайнер, киноплакатист, который за 40 лет своей карьеры сотрудничал с такими крупными режиссёрами, как Хичкок, Отто Премингер, Стэнли Кубрик, Стэнли Крамер и Мартин Скорсезе. Для «Психо» он также разработал ставшие впоследствии знаменитыми «полосные» титры. Их общая концепция была первоначально задумана для судебной драмы Премингера «Анатомия убийства» (1959), но тот отказался использовать их, назвав «ребячеством». Басс успел поработать с Хичкоком над фильмами «Головокружение» (1958) и «К северу через северо-запад» (1959), после чего был приглашён к работе над «Психо» в качестве «консультанта по живописи» и «консультанта по изображению» (pictorial consultant); ему было поручено создание раскадровок нескольких ключевых сцен. По воспоминаниям Басса, его не слишком обременяли на студии. Так, после получения указаний от Хичкока он старательно их выполнял, показывал ему, после чего у него было много времени «бродить» по студии. В целом этот процесс для него выглядел словно для трубача в оркестре, который знает только свою партию: «Допустим, трубача нет целый день, а потом он возвращается и выясняет, что оркестр играет „Кармен“».
Басс сделал множество раскадровок (по некотором сведениям — даже всего фильма), но не все из них вошли в картину. Среди прочего, по настоянию Хичкока, он занимался сложнейшими ключевыми эпизодами: сценой в душе, убийством Арбогаста, обнаружением мумифицированного тела «Матери», обликом «дома привидений». Известно, что Хичкок выплатил Бассу 2 тыс. долларов за раскадровку сцены убийства Мэрион и принял его концепцию, даже несмотря на то, что в распоряжении студии были другие признанные профессионалы своего дела, такие как Джозеф Херли — один из выдающихся киноиллюстраторов США, работавший над фильмом вместе с Робертом Клэтворти в качестве художника-постановщика. Последний позже говорил, что одобрил привлечение Басса к проекту, так как Херли, безусловно, мог создать качественную полную раскадровку; но при этом «Сол был свободен от клише, которые довлели над нами».

Сол Басс. Один из рисунков раскадровки сцены. Рука отдёргивает занавеску, что замечает Мэрион

Во многом особенности создания сцены убийства были продиктованы её кровавым характером и тем, что жертва была обнажённой. Известно, что Хичкок объяснял оператору Леонарду (Ленни) Сауту, что стремится поставить действие и монтаж убийства «отрывисто», чтобы не было понятно, что происходит. Басс с энтузиазмом воспринял такую задачу, которую свёл к следующей формуле: «нечто вроде желания сотворить страшное убийство, но без крови». Репетиции первого убийства в фильме должны были проходить во время второй съёмочной недели с использованием макета душевой, сооружённого Клэтворти и Херли в виде ванной и двух стен. Однако Хичкок забраковал эту временную декорацию из-за её недостатков (краска не высохла, брызги воды летели во все стороны, а слив не работал), назвав произошедшее «по части департамента недоразумений». Непосредственно для съёмок художники-постановщики смонтировали разборную декорацию ванной из четырёх стен, каждая из которых могла быть быстро удалена для ведения съёмки. Элементы конструкции могли свободно перемещаться и позволяли вести съёмку душа и ванной как по отдельности, так и в составе декорации ванной комнаты в павильоне 18-А. По указанию режиссёра дизайн душевой отличали «ослепительно-белый кафель» и блестящая металлическая фурнитура. Такие элементы прослеживаются уже в более ранних работах мастера саспенса («Убийство!» (1930) и «Заворожённый» (1945)). Видимо, это должно было способствовать большей реалистичности «самой страшной сцены фильма», избавив её от кинематографических стереотипов. Так, в сценарии Стефано указывалось на почти ослепительную белизну ванной; при этом Хичкок настоял на том, чтобы декоратор Джордж Майло уложил в ванной блестящий кафель и установил много зеркал. Закончив раскадровки фильма со Стефано и Бассом, Хичкок назначил начало съёмок на начало декабря 1959 года. При этом, по воспоминаниям сценариста, несмотря на праздничную атмосферу, режиссёр выглядел уставшим и печальным. Он сказал Стефано, что фильм фактически закончен, и осталось только перенести его на плёнку. Позже неоднократно высказывались возражения относительно «уникальной» проработанности сценария и раскадровок фильмов Хичкока, что было одним из главных элементов его публичного имиджа «творца». Так, известно, что некоторые раскадровки его предыдущих работ были сделаны уже после съёмок. Например, это имело место в отношении знаменитой сцены на кукурузном поле «К северу через северо-запад», когда героя Кэри Гранта преследует самолёт.

### Подготовка к съёмкам

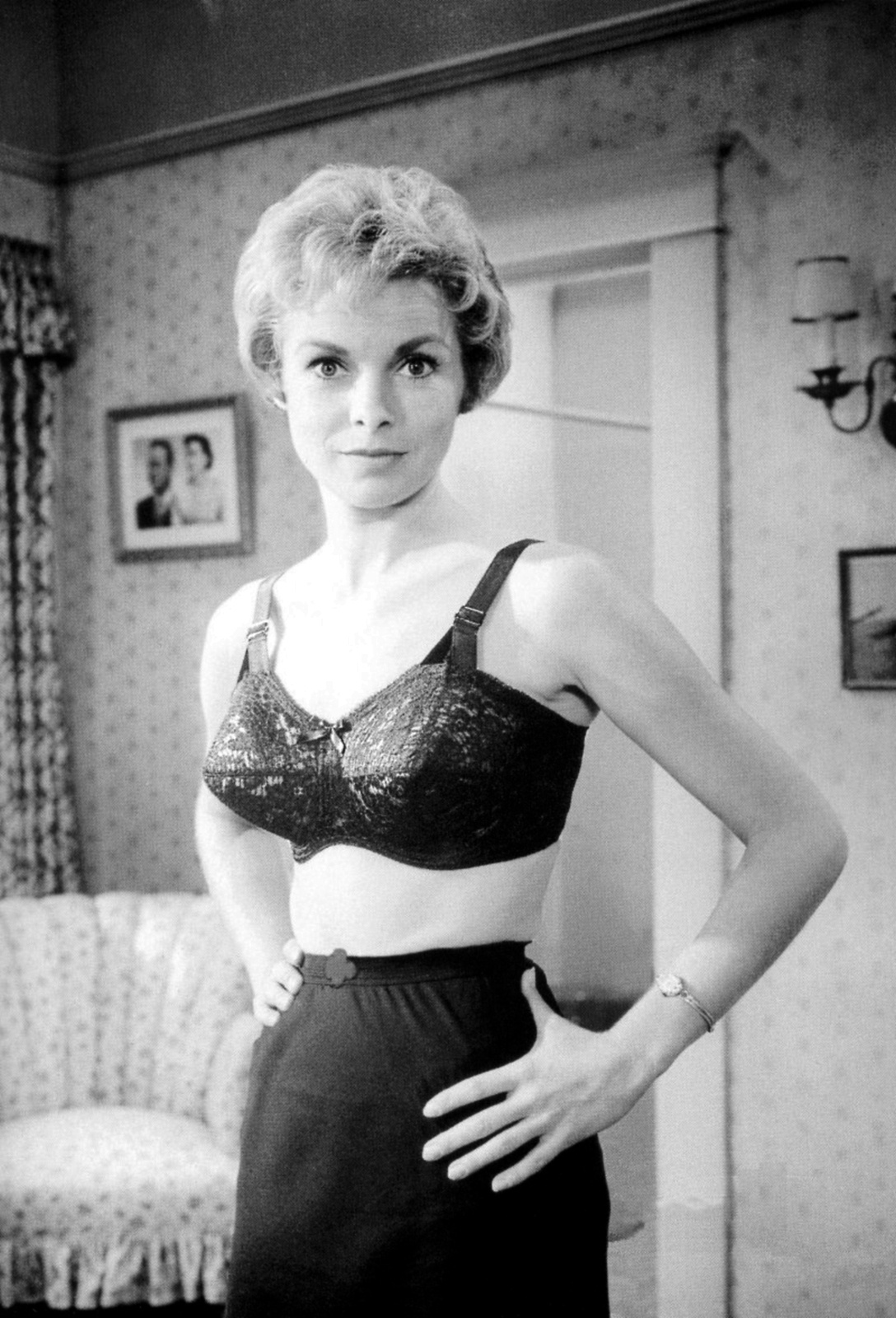
Джанет Ли в образе Мэрион Крэйн

В финальной версии сценария Мэрион Крэйн описана следующим образом: «Её лицо… выдаёт определённое внутреннее напряжение, тревожный конфликт… Она… привлекательная девушка, устремлённая к краю бездны». Джанет Ли позже упоминала, что режиссёр стал готовить её к тяжёлой сцене в середине ноября. Он показывал ей раскадровки Басса, детально рассказав, как он собирается их использовать. На тот момент уже были распланированы все положения камеры, которая должна была находиться постоянно в движении, меняя ракурс. Стефано встретился с Хичкоком после того, как тот обсудил план съёмок с актрисой. Режиссёр сказал Бассу, что с актрисой, вероятно, возникнут проблемы: «Она слишком озабочена своей грудью. Думает, что та слишком большая». Режиссёр предчувствовал, что его ожидает, так как Ли находилась в скованном состоянии в любовной сцене, открывающей фильм: там она должна была появиться в бюстгальтере. По наблюдению Стефано, в её интересах Альфред стремился снять всё очень быстро и деликатно: «Он не желал Джанет ни проблем, ни каких-либо затруднений». Гримёр Джек Баррон (Jack Barron) рассказывал, что некоторое время Хичкок старался убедить ведущую актрису сняться обнажённой, но она на это не соглашалась. После этого Альфред сказал гримёру, что тому не надо готовить никаких ухищрений, а просто следует достать побольше шоколадного сиропа вместо крови. Некоторое время Ли предполагала, что режиссёр пытался заинтересовать обнажённой сценой своих сотрудников-мужчин, но заметила, что он никогда не настаивал, чтобы она снялась голой, хотя бы по цензурным стандартам, принятым в то время. «Сцена с откровенной „обнажёнкой“ подвергла бы сомнению его способность умно и тонко передавать свои идеи», — отмечала она. Для подготовки ей приходилось даже просматривать фото стриптизёрш («все были в перьях, блёстках, стразах и райских птицах»). Ситуацию значительно облегчили костюмеры Хелен Колвиг (Helen Colvig) и Рита Риггс. Так, последняя предложила удачную идею прикрыть искусственной кожей грудь актрисы и её интимные места. Ли назвала это «гениальным» приёмом и с энтузиазмом восприняла его.
Конечно же, из-за грима манекенщица ничего не могла на себя надеть. Но она так освоилась, что помню, как она сидела и спокойно разговаривала с мистером Хичкоком совершенно голая, прикрывшись небольшой тряпочкой в области лобка. Однажды утром я смотрела на мистера Хичкока, манекенщицу и съёмочную группу, невозмутимо пьющих кофе с пончиками, и думала: «Это же какой-то сюрреализм».
Риггс впервые имела дело с наготой в кино; она старалась представить себя на месте исполнительницы и решила, что её тело следует воспринимать словно «скульптуру». Накладки на тело занимали много времени: они требовали ухода, но позволяли актрисе чувствовать себя более уверенно. Чтобы подстраховаться, Хичкок нанял рыжеволосую танцовщицу Марли Ренфро, выступавшую на сценах Нью-Йорка и Лас-Вегаса. Её телосложение (рост 175 см, 91—60—90) было схоже с Ли, которую режиссёр всячески стремился оберегать. Касательно привлечения Ренфро он объяснял Стефано, что взял её, так как «Нагота — по её части»; прессе он заявил, что это было связано с «видом мисс Ли сзади». В документальном фильме Александра О. Филиппа (Alexandre O. Philippe) «78/52» (2017), посвящённом сцене в душе, Ренфро вспоминала, что в начале 1960-х годов работала пинап-моделью. Её фотограф узнал, что студии Universal требуется дублёрша в фильм Хичкока. Она позвонила туда, и ей назначили встречу с режиссёром, на которой ей пришлось раздеться. После этого она ещё обнажилась до трусов при знакомстве с Ли, на которую она по внешним данным была довольно похожа. В итоге Ренфро наняли в качестве дублёрши на несколько дней. Через один-два дня её загримировали под главную героиню и стали готовить к съёмкам. Спустя полвека она старалась представить дело таким образом, чтобы её имя не связывали со стриптизом, и говорила, что во время пребывания на студии боялась произвести на окружающих именно такое впечатление.

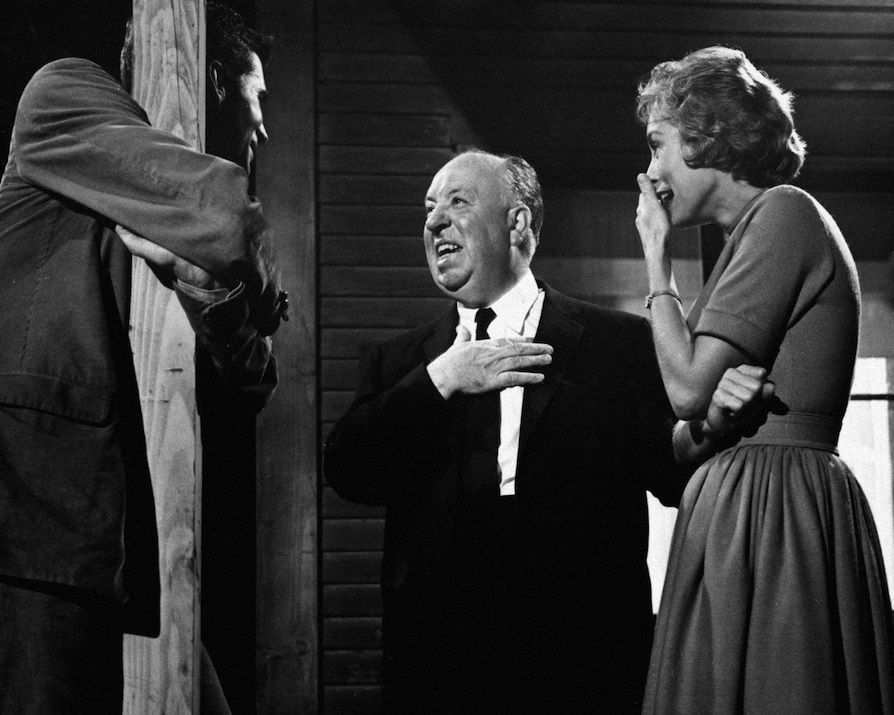
Энтони Перкинс, Альфред Хичкок и Джанет Ли на съёмках фильма

Несмотря на заявленный замысел Басса поставить «бескровное убийство», в его раскадровке всё же присутствовали натуралистичные крупные планы, например, руки в крови умирающей, стиснутые на израненной шее. 10 декабря, после того как рисунки сцены были одобрены режиссёром, Басс снял на старую репортёрскую камеру тестовые кадры. Его очень интересовало, как остановить кадр непосредственно перед соском груди. В этом ему помогли характеристики его ручной камеры, бобины которой были рассчитаны на 25 футов плёнки и при заряженной пружине должны были остановиться именно там, где было необходимо. В тот день, уже вечером, Басс попросил дублёршу задержаться подольше, чтобы добиться необходимого. «Мы просто установили основной свет и сбросили двадцать пять футов материала, а потом нарезали его вместе, чтобы посмотреть, как это сработает». После знакомства с представленным материалом Хичкок его одобрил. Пробная съёмка была необходима, чтобы проверить на практике, как лучше реализовать замысел Басса. По словам дизайнера, главная концепция сцены основывалась на «серии повторяющихся образов, в которых было много движения, но мало активности». Словами это можно было выразить просто: девушка принимает душ, её убивают, она медленно сползает в ванну. Однако на плёнке, по выражению Басса, было запечатлено нечто другое: «…она принимает душ, принимает душ, принимает душ. Её убивают-убивают-убивают-убивают. Она сползает-сползает-сползает. Её убивают-убивают-убивают-убивают. Она сползает-сползает-сползает. Другими словами, движение было очень ограниченным, а динамика, чтобы вовлечь зрителя, — весьма значительной».
Свои наработки Басс показал Хичкоку, понимая, что сцена с таким быстрым чередованием кадров не соответствовала не только стилистике «мастера саспенса», но и вообще распространённой в то время кинематографической практике. «Для большого режиссёра, чтобы добиться импрессионистского, а не линейного образа убийства, вполне естественно использовать такую быстро меняющуюся монтажную технику», — отмечал Басс. Ознакомившись с наработками последнего, Хичкок предварительно решил, что понадобятся 78 положений камеры и специальный помост. В статье Джеймса В. Меррика из еженедельника Variety, основанной на интервью Хичкока и изучении процесса со съёмочной площадки, отмечались выдающиеся режиссёрские и операторские приёмы будущей сцены. Указывалось, что предварительно она будет поставлена при помощи подвижной ручной камеры, которая должна находиться в разных точках мизансцены: «Полученные результаты съёмок такой лёгкой переносной камерой потом будут смонтированы и отредактированы, чтобы в дальнейшем использоваться как основа для эскизов мистера Хичкока, по которым он позднее снимет страшные сцены традиционной кинокамерой».
18 ноября 1959 года сценарий был направлен для одобрения в отдел надзора за соблюдением Кодекса Хейса при Американской ассоциации художественного кино. В тот период на Paramount вопросы цензуры курировал Луиджи Лураши, который менее чем через неделю узнал, что «вероятно, невозможно будет выдать сертификат фильму, основанному на таком сценарии». Цензурные возражения касались отдельных выражений («проклятье», «Господи», «чёрт побери»), а также сексуальных намёков, инцестуальных отношений между Норманом и матерью, его трансвестизма. Предполагается, что такого рода табуированные для кино того времени темы были введены в сценарий намеренно, из тактических соображений — это была своего рода уловка, предназначенная для отвлечения цензуры от центральных эпизодов, связанных с убийством Мэрион. Обеспокоенный Лураши известил Хичкока, что при съёмке потребуется крайняя деликатность: «Необходимо в этих сценах быть чрезвычайно осторожными… в ванной и в попытке Нормана обнажить тело [Мэрион]. Эти сцены, начиная с момента, когда она входит в душ, следует снимать крайне осторожно и с хорошим вкусом». Руководство студии и цензурный комитет рекомендовали срежиссировать и смонтировать убийства таким образом, чтобы была возможность внести изменения в готовый фильм, если при прокате возникнут возражения относительно их содержания.

### Съёмки

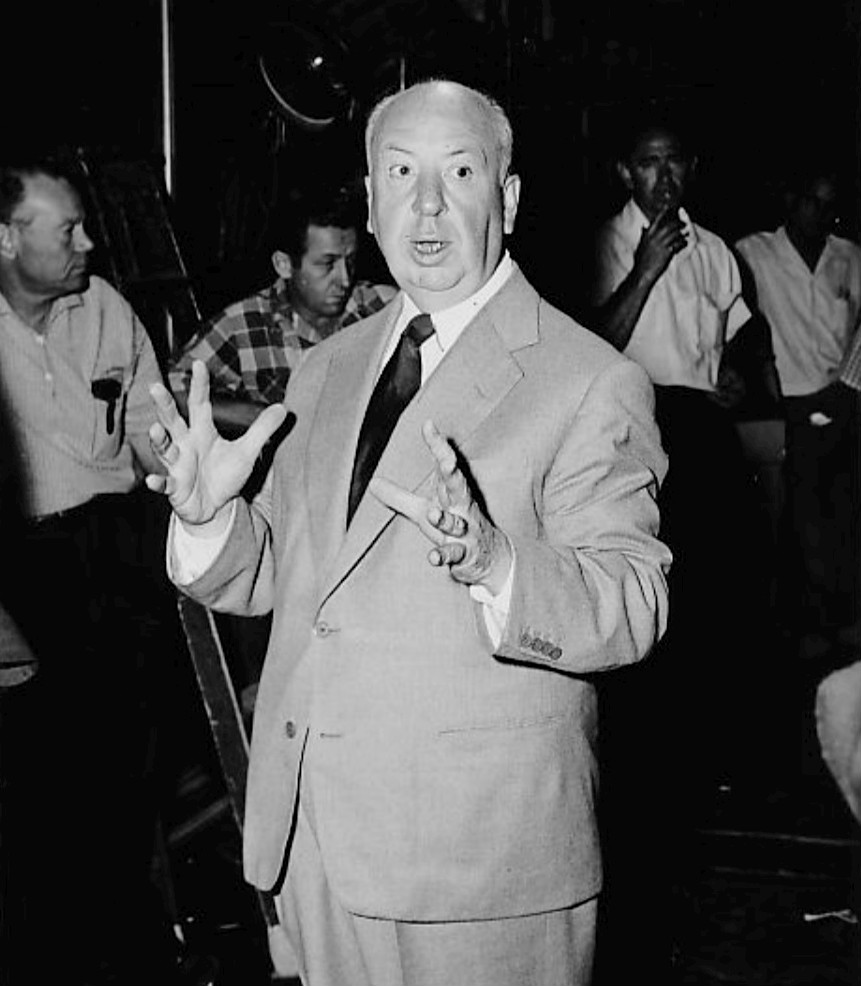
Хичкок на съёмках шоу «Альфред Хичкок представляет»

В беседе с Трюффо Хичкок поделился некоторыми деталями: «Для съёмок мы подготовили модель торса, кровь должна была появляться из лезвия ножа, но этим мы не воспользовались. Мы работали с живой девушкой, обнажённой моделью, которая дублировала Джанет Ли. Мы показали только кисти рук мисс Ли, её плечи и голову. Всё остальное принадлежало дублёрше. Естественно, нож не касался её тела, всё это было смонтировано. Я использовал замедленную съёмку, и в результате монтажа создавалось ощущение нормальной скорости действия». Трюффо называл убийство девушки снятым «ювелирно», а впечатление, производимое сценой, — «шоковым». Согласившись с последним утверждением, что это самый шокирующий эпизод фильма, Хичкок добавил, что в дальнейшем у него не было необходимости использовать такие жестокие сцены, поскольку «память об этом страшном убийстве преследует зрителя до конца фильма и распространяет атмосферу саспенса на всё происходящее после».
Основные съёмки «Психо» начались 30 ноября 1959 года в кинопавильоне 18-А студии Revue, входящей в компанию Universal. Там телевизионной командой Shamley Productions снимались эпизоды шоу «Альфред Хичкок представляет», члены которой были привлечены к новому проекту «мастера саспенса». Основные съёмки продлились 30 дней из 36 запланированных. При этом полностью фильм должен был быть закончен не позднее 22 февраля 1960 года. По своему обыкновению Хичкок в основном придерживался съёмочной последовательности, основанной на хронологии событий, заложенных в сценарии. Естественно, если по сюжету действие происходило в одном месте, с использованием одной декорации и т. д., то он объединял это в один съёмочный день, процесс. В ходе первой недели были отсняты сцены встречи дорожной полиции и Мэрион Крэйн (Джанет Ли), её появления в мотеле Бейтса, а также знакомство с его хозяином — Норманом Бейтсом (Энтони Перкинс). Съёмки тщательно планировались, местоположение и движения актёров были детально выверены, режиссёр ограничивался только 3—4 дублями.
По оценке ассистента режиссёра Хилтона Грина, фактически ещё до начала съёмок всё было настолько продумано и отрепетировано, что они не вызвали больших трудностей: приходилось много времени тратить только на перемещение камеры и её установку под нужным углом. Эпизод в душе снимался без участия Перкинса, готовившегося к бродвейской премьере мюзикла Фрэнка Лессера «Гринвиллоу» (Greenwillow), прошедшей в марте следующего года. Стефано позже говорил, посмеиваясь, что Хичкок посчитал актёра «очень застенчивым» с женщинами и предпочёл бы без него обойтись. Уже позже, спустя тридцать лет, Перкинс, узнав о таком отношении к себе, сказал, что подобное мнение о его скромности, хотя и «довольно великодушное», не имело ничего общего с действительностью. По словам актёра, он просто подошёл к режиссёру, сказал, что ему надо быть в Нью-Йорке на репетиции музыкальной пьесы, и получил любезный ответ, что на съёмках сцены его услуги не понадобятся.

В сцене убийства Энтони Перкинса дублировала каскадёр Марго Эппер

Вместо Перкинса в этом эпизоде роль «Матери» исполнила потомственный каскадёр Марго Эппер (Margo Epper) — на тот момент ей было 24 года. Её участие было ограничено лишь одним съёмочным днём, оставившим у неё «странное» впечатление. Эпизод снимался на платформе, внизу стоял режиссёр и отдавал детальные команды. Её роль сводилась к тому, чтобы «вновь и вновь» идти с ножом на жертву, а требовательный режиссёр сделал множество дублей происходящего. Из всех дублёров Перкинса Эппер, со своей стройной фигурой с узкими, «мужскими» бёдрами, в образе «Матери» по своему телосложению более всего походила на него. Несмотря на то, что в романе и сценарии мать Нормана была убита, когда ей было 40 лет, Хичкок настоял на том, чтобы она выглядела как старушка. Это было вызвано стремлением ввести зрителя в большее заблуждение относительно личности настоящего убийцы. Для сохранения интриги в другом важнейшем эпизоде — убийстве Арбогаста на лестнице — был использован очень высокий ракурс съёмки. Этот же приём задумывалось применить и при постановке сцены, в которой Норман убирает следы убийства Мэрион, однако в данном случае от него отказались.

По распространённому мнению, съёмка сцены проходила с 17 по 23 декабря 1959 года, то есть на неё ушла неделя: про это неоднократно говорили Хичкок и Ли. Однако, как следует из журнала производства проекта, фактически на это было затрачено 11 дней, не считая тестового материала, снятого 10 декабря, а также нескольких дней, потраченных на эпизод с уборкой ванны Норманом. Съёмки дважды переносились из-за состояния Ли: в первый раз это было обусловлено её насморком, а во второй — её критическими днями. Хичкок несколько раз выходил из себя из-за застенчивого поведения актрисы, говоря, что не надо стесняться наготы, так как «на пляже мы всё это уже видели». Непосредственно в сцене убийства был применён нож с выдвижным лезвием, который в кадре держал сам Хичкок, что, по словам Ли, было вызвано тем, что он лучше всех знал, где именно он должен был находиться. 
Мне неважно, великая это картина или незначительная. Я не собирался ставить шедевр. Мне доставляла удовольствие сама работа над ним. Он обошёлся в 800 тысяч долларов. И стал в своём роде экспериментом: мне хотелось проверить, смогу ли я сделать фильм в финансовых пределах телевизионного фильма? Ради этого я пригласил себе в компанию телевизионную команду, которая умеет работать быстро. Задержки были связаны только со съёмкой эпизодов убийства и уборки. Всё прочее снималось в телевизионном темпе.
Из хичкоковских заметок на полях сценария известно, что он добивался эффекта «кромсания»: «Впечатление кромсания, как будто разрывается ткань самого экрана, сама плёнка». Для имитации крови была использована новинка от компании Shasta — шоколадный сироп в пластиковой бутылке. До этого повсеместно в кино использовались аналогичные напитки Hershey’s или Bosco в банках, но «пластиковая революция» позволяла использовать больше бутафорской крови, чем в более традиционной таре. Звук ножа, входящего в плоть, имитировался путём втыкания его в дыню касаба. Первоначально бутафор Роберт Боуэн по поручению режиссёра должен был купить для этого арбузы различных размеров, но прихватил с собой ещё и дыни нескольких сортов. Отбор был произведён лично Хичкоком — это произошло на звукозаписывающей студии. Во время этого процесса он сидел с закрытыми глазами и слушал звуки, получавшиеся при ударе ножом по дыням и арбузам, лежащим на демонстрационном столе. Когда разрезанных плодов скопилось уже изрядное количество, он открыл глаза и произнёс: «Зимняя дыня касаба». В литературе отмечается, что он был очень доволен полученным результатом и тем, что его люди сумели его добиться. Хичкок говорил в интервью нескольким журналистам, что был специально разработан «резиновый кровобрызгающий торс» (blood-spurting rubber torso prop), но он так и не был применён. Однако исследователи подвергают сомнению данный факт, относя высказывание к анекдотической истории, выдуманной режиссёром, и ссылаясь на свидетельства участников съёмочной группы. В то же время американский журналист и писатель Роберт Колкер высказал предположение, что указание на использование манекена и отрицание того, что нож всё-таки проникал в него или тело актрисы, были частью стратегии, направленной на минимизацию проблем с цензурой.
С писателями Яном Камероном и В. Ф. Перкинсом Хичкок поделился методом съёмки: многие эпизоды были сняты в замедленном темпе. «У меня и камера, и девушка двигались медленно, чтобы можно было вымерить движения и замаскировать непрезентабельные части тела, движения, жесты и так далее». Дополнительные сложности возникли из-за стремления создателей избежать попадания лица дублёрши в кадр на блестящих, сильно освещённых поверхностях кабины душа. Некоторое время этого не удавалось достичь, даже несмотря на то, что оператор Джон Рассел (John L. Russell) и светооператоры подавали на неё освещение только сзади. В связи с такой проблемой один эпизод пришлось отснять заново — лицо Ренфро было загримировано в тёмный тон Джеком Бэрроном (Jack Barron), впоследствии участвовавшим ещё в нескольких проектах мастера. Режиссёр поставил перед техническим персоналом ещё одну сложную задачу — с целью большего отождествления зрителя с героиней он решил снять один из моментов сцены таким образом, чтобы струи воды из душа попадали в объектив камеры. В ответ на вопрос, как этого можно добиться, не повредив технику, Хичкок сказал: «Установите камеру с дальним объективом и заткните внутренние отверстия на душевой насадке, чтобы вода из них не текла». Рассказавший об этом скрипт-супервайзер (помощник режиссёра по сценарию) Маршал Шлом вспоминал, что съёмочная группа так и поступила: вода падала мимо камеры, лишь промочив несколько человек, стоявших от неё по сторонам.
Существуют разные версии того, была ли Джанет всё время в душе или дублёрша всё-таки попала в режиссёрскую версию картины. По заявлению Ли, несмотря на кропотливую работу с Ренфро, в фильм в итоге вошли только кадры, когда герой Перкинса избавлялся от следов убийства и заворачивал труп в занавеску. От съёмок в этом эпизоде попросила её освободить сама Ли, так как она не хотела «показываться голой». Режиссёр пошёл ей навстречу, пояснив, что всё равно никто не поймёт, кто там снимался. Однако, согласно другим сведениям, в некоторые кадры всё-таки попало тело дублёрши, а Хичкок и Ли старались это скрыть.
Финал сцены Хичкок хотел поставить в технике непрерывного кадра и с использованием долли-камеры: после смерти Мэрион камера должна была плавно передвигаться на тележке и показывать крупный план глаз жертвы, а затем скользить по полу ванной мимо унитаза, после чего попасть в комнату жертвы и остановиться на тумбочке, на которой лежит свёрток с пачкой денег. В этот момент в открытом окне показывается Норман, который спускается по ступенькам дома в сторону мотеля. Режиссёр поставил такую тяжёлую задачу операторам, которые первоначально были озадачены сложностями съёмки, однако в итоге их успешно преодолели. О трудностях, сопровождавших этот эпизод, говорит тот факт, что его потребовалось переснять более 10 раз, на что ушло несколько часов. Хичкок напряжённо следил за каждым дублем, щёлкая пальцами для Ли, таким образом подавая сигнал, что камера движется вдоль её неподвижного лица. Во время одного практически полностью удачного дубля у Ли от тёплой воды и пара на груди отошла искусственная кожа. Уставшая актриса уже не стала реагировать на это происшествие, так как ей в тот момент это уже было безразлично. При подготовке такого длинного кадра Хичкок потребовал от Ли использовать контактные линзы, а когда офтальмолог заявил, что актрисе потребуется полтора месяца для адаптации, безапелляционно отрезал: «Дорогая моя, вам придётся справиться с этим самой». После смерти Мэрион в фильме её открытые глаза с суженными зрачками показаны крупным планом. После выхода ленты режиссёр получил замечания по этому поводу, так как с физиологической стороны это не соответствует действительности: на самом деле зрачки человека после смерти расширяются. Один из врачей направил письмо, где указал на этот промах и рекомендовал закапывать в глаза «трупа» белладонну, чтобы имитировать эффект мёртвого глаза. Этим советом Хичкок воспользовался при съёмках фильма «Исступление» (1972), в сцене убийства сексуальным маньяком Бренды (Барбара Ли-Хант).

### Монтаж

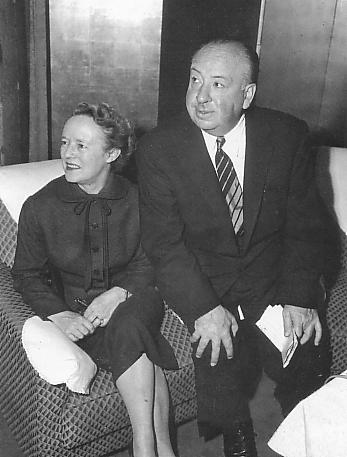
Хичкок с женой Альмой Ревиль — многолетней помощницей мастера

Ввиду методов своей работы Хичкок ограничивался несколькими дублями, и в итоге на выходе у него получалось меньше отснятого материала, чем у его коллег. В связи с этим и на монтаж у него уходило меньше времени (обычно — несколько недель). Однако в связи с особенностями сцены убийства Мэрион, которые могли вызвать возражения у цензоров, было решено срочно перемонтировать именно её. В работе по монтажу были задействованы Маршал Шлом, приглашённый по просьбе режиссёра, и редактор Джордж Томазини. Кроме того, если верить Солу Бассу, то в монтаже отснятого им материала участвовал и он. Вместе с Томазини они взялись за это в субботу, так как последний работал в выходные, чтобы быстрее подготовить материал для демонстрации режиссёру. Басс говорил, что после просмотра «Хич» внёс два изменения. «На одном было пятно крови на Джанет Ли, когда она начинает падать, пока нож продолжает вонзаться в неё; на другом показано, как нож вонзается ей в живот. Мы приставили нож к её животу и сразу отвели его. Думаю, это была дублёрша». Хичкок показал сцену жене — Альме Ревиль, которая ещё с 1930-х годов была его незаменимым помощником, в том числе и при монтаже фильмов. По информации биографов, наблюдательная Альма обратила внимание на пропущенный при монтаже ляп. На одном из кадров Ли, лежащая на полу с застывшим взглядом, рефлекторно сглотнула. Актриса позже вспоминала, что жена Хичкока увидела небольшое подёргивание мышцы в крупном плане её глаза. Также прокомментировал эту ситуацию и Шлом: «В то время не было таких технических возможностей, как теперь. Просмотрев этот эпизод раз сто, мы совершенно ничего не заметили. Поэтому пришлось вырезать этот кадр и вставить заново отснятый».
Из окончательной версии был удалён длинный кадр, снятый с верхней точки: труп Мэрион, лежащей в ванной, с голыми ягодицами. Он должен был появиться непосредственно перед показом её застывшего глаза. Расстроенному такой купюрой Стефано режиссёр пояснил, что пошёл на это из цензурных соображений. По замыслу сценариста, задуманный им «душераздирающий кадр» должен был подчеркнуть «трагедию потерянной жизни», «гибель такой красоты» — это было одновременно «поэтично» и «ужасно». Между сценаристом и режиссёром произошёл спор, среди всего прочего спровоцированный и расхождениями в отношении удаления других «чувственных» и «жизненных» элементов. По мнению Ребелло, после провала «Головокружения» Хичкок всячески избегал таких эпизодов, поясняя, что хотел снять просто «шокер». В пылу спора Стефано заявил, что если кадр был вырезан только, чтобы лишний раз не останавливаться на эмоциональной стороне истории, то он может принять такой подход. Однако он не может понять, что предосудительного содержится в показе женских ягодиц. «Как будто в этом было что-то сексуальное!», — в сердцах воскликнул он.

## Музыка

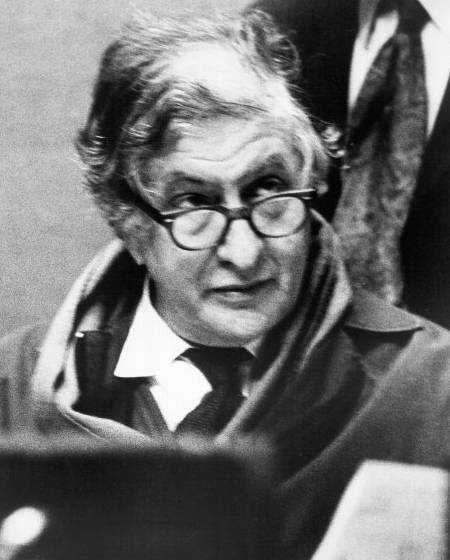
Композитор Бернард Херрман. Одно из самых известных его произведений — музыка к сцене убийства в душе

Весь саундтрек фильма исполняется исключительно на струнных музыкальных инструментах. Его написал Бернард Херрман, который до этого участвовал в создании музыки к пяти фильмам Хичкока. Над его новым фильмом композитор работал с ноября 1959 года. Первоначально в сцене убийства музыка не должна была звучать, как и вообще в мотеле в сценах с Мэрион, но Херрман уговорил режиссёра включить её туда. Среди требований, выдвинутых Хичкоком к композитору, а также звукооператорам Уолдону О. Уотсону и Уильяму Расселу значилось, что в сцене убийства должны быть слышны удары ножа и шум душа (постоянный и однообразный), прежде всего во время крупного плана, когда показывается сток в ванной.
Обстоятельный разговор композитора и режиссёра произошёл после первого показа первого (чернового) варианта, представленного 26 апреля 1960 года. Хичкок был недоволен полученным результатом, так как он рисковал не только своей репутацией, но и личными средствами, вложенными в проект. Он сильно нервничал, и композитор предложил своё решение для усиления воздействия сцены. «Он просто с ума сходил. Он не знал, что сотворил», — вспоминал музыкант, так как Хичкок даже говорил, что не выпустит фильм в прокат, а покажет в своём телесериале «Альфред Хичкок представляет». Режиссёр был настолько впечатлён музыкой и особенно «визгливыми скрипками», что почти удвоил гонорар композитора (за работу он получил 34 тыс. 501 доллар) — так режиссёр решил вознаградить его за потрясающую музыку. Стефано говорил, что саундтрек, безусловно, стал новаторским явлением в киномузыке, но он был подготовлен предыдущими совместными работами Хичкока и Херрмана, прежде всего — фильмом «Головокружение». В «Психо» музыка, по оценке сценариста, передаёт «ощущения бездны человеческой психики, страхов, желаний, сожалений — другими словами, неиссякаемой вселенной Хичкока». Позднее режиссёр скажет, что «33 % эффекта, который достигается при просмотре фильма, принадлежит музыке».

## Борьба с цензурой
Многие участники съёмок считали, что режиссёр решился снять крайне смелую по тем временам сцену, с созданием которой возникнут непреодолимые проблемы. Так, директор производства Лью Лири даже говорил, что на этот раз мастер не справится. Почти все полагали, что в окончательную версию войдут лишь кадры, когда убийца входит в ванную с ножом в руке, после чего появится кровь и жертва упадёт. По словам Хелен Колвиг, все думали, что «вся эта монтажная работа с отрывками и фрагментами плёнки делается только ради цензуры и монтажа, которые он держал у себя в голове». Она также говорила, что это было «ужасно возмутительно для того времени». 26 апреля 1960 года Хичкок показал грубо смонтированную версию (без музыки и титров) членам съёмочной группы; многие из них были потрясены эффектом, так как фильм оказался лучше, чем они ожидали. Перед наступлением лета была получена отредактированная сокращённая версия продолжительностью 111 минут, которая была продемонстрирована более широкому кругу зрителей. После просмотра Хичкок спросил у Ли, что она думает о полученном результате. В ответ она сказала, что в сцене убийства почувствовала, будто нож действительно вонзился в её тело. После ознакомления с фильмом Басс был сильно поражён тем, что «очень короткое и результативное маленькое убийство» оказалось таким впечатляющим, но тогда он ещё не понял, какой эффект сцена окажет на зрителя, какой «шокирующей» она получилась.
Шлом вспоминал, что на съёмках особое удовольствие Хичкоку доставляло предвкушение борьбы с членами цензурной комиссии и теми «ловушками», которые он для них приготовил. Когда посредник между этим советом и студией Paramount Луиджи Лураши показал фильм семи членам комиссии, те потребовали представить им сцену для более детального изучения. Трое из них усмотрели в ней непристойность, а двое других — нет. На студии получили записку, где было написано: «Пожалуйста, удалите наготу». На следующий день режиссёр направил им обратно свой фильм, где ничего не менял и только заново его упаковал. Якобы раскаиваясь, он выразил готовность последовать требованиям офиса Шарлока. Однако при повторном просмотре произошло наоборот: те трое, кто раньше замечали что-то предосудительное, на этот раз поменяли своё мнение, а те, кто изначально не высказывали никаких замечаний по поводу этого эпизода, теперь увидели наготу. Выяснение позиций совета заняло около недели, чему Хичкок был только рад. Дальнейшее известно со слов Шлома: мэтр заявил, что готов убрать кое-что, но только в том случае, если ему разрешат оставить постельную сцену в отеле с участием Мэрион и её любовника Сэма Лумиса (Джон Гэвин) в самом начале картины. На это комиссия не пошла, в связи с чем он предложил, что если сцена в душе останется в неприкосновенности, то он переснимет «сцену № 1». Однако для этого члены комиссии должны присутствовать на съёмочной площадке, чтобы он мог понять, что будет допустимо, а что нет. В итоге, несмотря на то, что пересъёмка была действительно назначена, из комиссии так никто и не пришёл. В результате ни в начальной сцене фильма, ни в сцене убийства Мэрион не было сделано никаких изменений. Шлом рассказывал, что в комиссии признали, что «никакой наготы в сцене в душе нет — которая, конечно же, была в эпизоде всегда». Хичкок пошёл лишь на небольшие уступки цензуре, вырезав некоторые диалоги, в результате чего продолжительность фильма сократилась до 109 минут. Высказывалось предположение, что в сцене, где Мэрион рвёт листок с записями и смывает его в унитаз, режиссёр намеревался спровоцировать цензоров. Как бы то ни было, этот момент попал в фильм, несмотря на то, что демонстрация унитаза была вызывающей и даже уникальной для голливудского кино того времени. Вместе с тем в литературе указывалось, что это является ещё одним примером «изобретательности Хичкока, пытавшегося шокировать зрителей».

## Последующие события

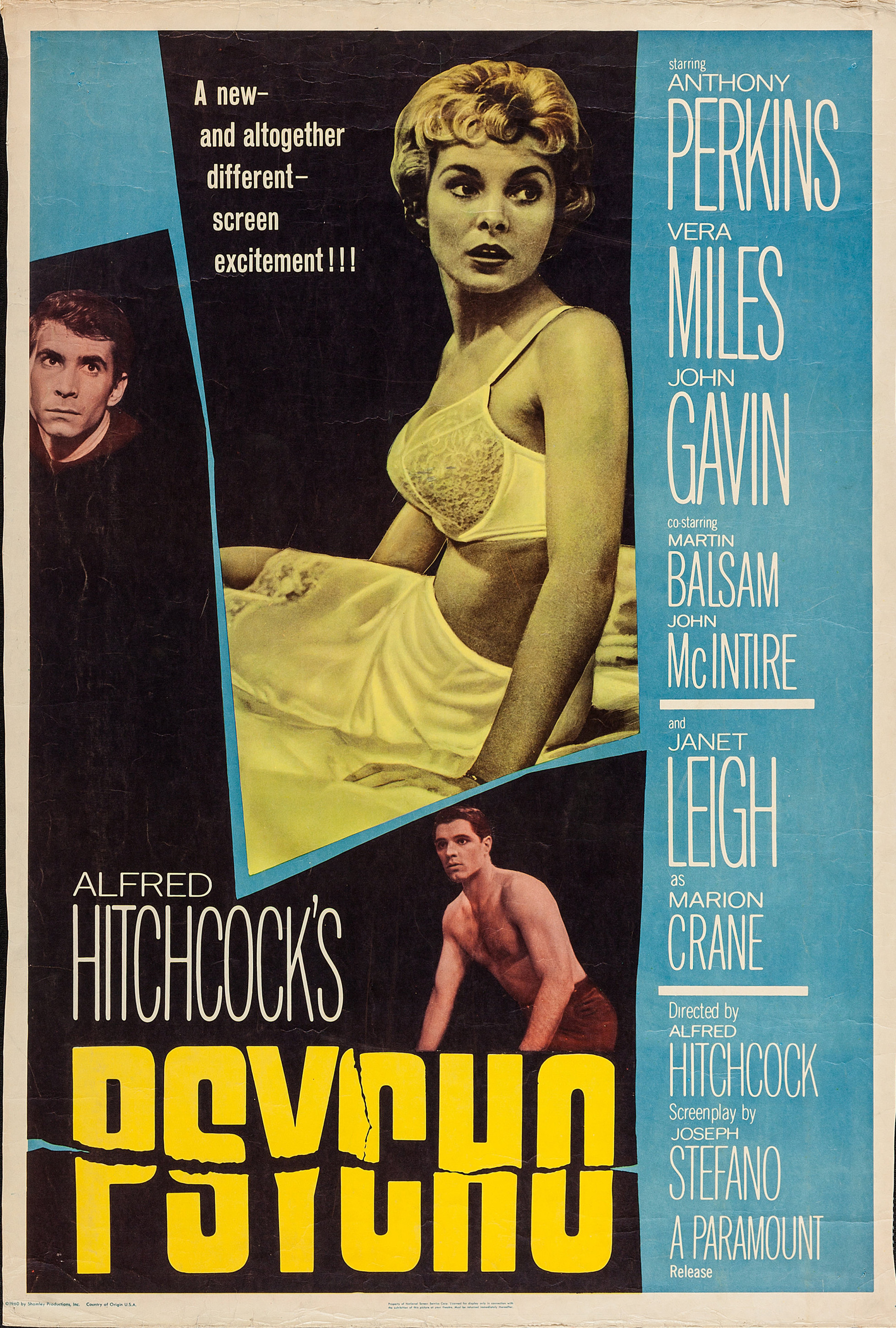
Постер фильма, созданный дизайнером Макарио Гомесом Кибусом

Впоследствии об истории создания сцены и её особенностях возникло несколько легенд, зачастую противоречащих друг другу, стала вестись оживлённая полемика. Так, предметом рассмотрения исследователей и зрителей стали участие или неучастие Перкинса в съёмках и вопрос, была Ли обнажённой или нет. Некоторые дотошные зрители «рассмотрели», что нож проникал в плоть жертвы выше соска. Это было опровергнуто Ричардом Анобилем (Richard J. Anobile), описавшим фильм кадр за кадром в своей подробной книге «Психо» (1974). Много вопросов возникло относительно авторства и участников эпизода. Муссировались слухи о привлечении специальной киногруппы из Японии или Германии. Больше всего споров велось относительно степени участия Басса в создании знаменитого эпизода. Во многом это подогревалось его позицией и ревнивым отношением Хичкока к признанию чужих заслуг. Так, в беседе с Трюффо он сдержанно высказался о вкладе Басса в фильм, заявив, что пригласил его для оформления афиш. После того как тот заинтересовался и фильмом, ему поручили сделать раскадровку сцены на лестнице перед убийством детектива Арбогаста. Однако, по словам режиссёра, монтажными решениями художника он так и не воспользовался, рассказав французскому коллеге, насколько значительно отличались их версии. Ничего не известно о публичном признании Хичкоком вклада Басса в сцену в душе, а вот последний неоднократно заявлял свои претензии в этой области. Так, в интервью лондонскому таблоиду The Sunday Times он утверждал, что сам сделал сцену, «буквально кадр за кадром, по своим раскадровкам», но позже у Хичкока на это возникли свои соображения. Симпатизировавший Бассу журналист преподнёс роль художника таким образом, как будто именно он, а не Хичкок, срежиссировал эту сцену. Статья сопровождалась иллюстрациями раскадровок Басса. В 1981 году Басс признался в Variety, что снял сцену в душе в присутствии Хичкока, с его великодушного разрешения после того, как тот одобрил первоначальный (тестовый) материал, отснятый на ручную камеру. Эти заявления неоднократно опровергались очевидцами создания сцены, которые заявляли, что она целиком и полностью поставлена режиссёром.
Долгое время Басс пытался доказать свою роль в создании сцены, по всей видимости, из-за обиды на пренебрежительное отношение к нему Хичкока. Однако после смерти режиссёра Сол Басс переосмыслил свою позицию. Он стал более взвешенно оценивать свою роль в создании картины, признавая вклад Хичкока: «Люди меня часто спрашивали: что вы думаете о том, что он [Хичкок] приписал себе целиком авторство сцены в душе? Я отвечал: меня ничуть не смущает, что я послужил инструментом, при помощи которого что-то было сделано. „Психопат“ — на 100 % фильм Хичкока. Многие люди привносят в фильм что-то своё, и в „Психопате“ мне посчастливилось быть одним из них, но правда заключается в том, что каждый элемент фильма зависел от решения Хичкока. Даже если бы моя роль не вызывала никаких разногласий, даже если бы все вокруг признавали, что я был режиссёром этой сцены, она всё равно бы целиком и полностью принадлежала Хичкоку». Он говорил, что его слова были искажены, в частности The Sunday Times и другими газетами, а его роль фактически сводилась к оказанию помощи режиссёру, занятому многими проблемами, связанными с производством фильма. По мнению критика Роджера Эберта, непосредственное участие Басса в съёмках финального варианта можно отнести к тем городским легендам, которые получают распространение в связи с тем, что люди, узнавшие об этом друг от друга, много раз повторяют их. Критик отвергал версию Басса как несостоятельную, исходя из характера «перфекциониста» Хичкока, чьё «эго» не позволило бы ему доверить постановку ключевого эпизода никому другому.

## Приём и критика

### Рекламная кампания
Выходу «Психо» предшествовала продуманная рекламная кампания, ставшая легендарной в истории кино (см. «Психо (постер)»), причём одним из ключевых её элементов стала личность режиссёра. Важнейшей частью стали три рекламных трейлера, снятых 28—29 января и 1 февраля 1960 года специалистом по спецэффектам Рексом Уимпи. В них был отражён тот подход, который реализовывался в других рекламных акциях, связанных с фильмом. Первые два ролика были показаны в кинотеатрах приблизительно за месяц до выхода триллера на экраны: в первом речь шла о том, что «никто, вообще никто» не должен пройти в зал после начала показа, а во втором (с комментарием Хичкока: «Это всё, что у нас есть») содержалось обращение к зрителям: «Пожалуйста, не рассказывайте, чем закончился фильм».
Сценарий самого запоминающегося ролика был написан драматургом и сценаристом Джеймсом Б. Аллардайсом (James B. Allardice), тесно связанным с режиссёром по проекту «Альфред Хичкок представляет». В нём «король ужаса» выступил в качестве своеобразного гида по «зловещему» дому и мотелю Бейтса, где произошли «кровавые, ужасные события». При этом, описывая дом и преступления, имевшие в нём место, Хичкок стремился сохранить тайну и заинтересовать потенциального зрителя. Так, намёки на убийства указывали не на достойного «сочувствия» Бейтса, а на его «Мать». В гостиной мотеля, где ужинали Норман и Мэрион, Хичкок особо подчеркнул тот факт, что это любимая комната владельца заведения, а также то, что он увлекался таксидермией, о чём свидетельствуют развешанные по стенам чучела птиц. Кроме того, «экскурсовод» указал пальцем на репродукцию картины нидерландского художника Виллема ван Мириса «Сусанна и старцы», заявив, что она имеет важное значение. Относительно ванной комнаты Альфред отмечал, какая она чистая, блестящая и что в ней нет никаких следов кровавого преступления, во время совершения которого убийца подкрался к жертве незаметно. Подойдя к душу, режиссёр резко отодвигал занавеску, за которой находилась блондинка, но не Джанет Ли, как можно было ожидать, а Вера Майлз в парике. Под музыку Херрмана она громко кричала, камера отодвигалась от неё, а Хичкок заявлял: «Этот фильм вы должны смотреть с самого начала, либо вообще не смотреть!» Также была переиздана книга, появилось более десяти радиоанонсов, записанных при участии Хичкока. Кроме того, вместе с женой он совершил рекламное турне, а в интервью для журнала Life пафосно заявил, что в его новом творении речь идёт «об убийстве в мотеле и о чучельнике-любителе, выражавшем сыновнюю любовь странным образом».

### Приём
Тот, кто видел «Психоз», может не помнить сюжет. Но едва ли кто-нибудь сможет забыть монтажную завершённость сцены убийства героини. Нападение на неё начинается с крупного плана глаза убийцы, приникшего к отверстию в ванной комнате, и кончается таким же крупным планом мёртвого, остановившегося взгляда жертвы.
Премьера «Психо» прошла 16 июня 1960 года в Нью-Йорке. Фильм неожиданно для многих скептиков стал кассовым и культурным феноменом. Ребелло описывал эффект, который он произвёл, следующим образом: «Обмороки, бегство из зала, повторные посещения сеансов, бойкоты, гневные телефонные звонки и письма, призывы с церковных амвонов и из кабинетов психиатров запретить картину». Особенное воздействие оказывала сцена убийства Мэрион. Стефано, не ожидавший такой реакции, вспоминал, что на лос-анджелесской премьере зрители держались друг за друга, «вскрикивали, визжали, вели себя как шестилетние дети на субботнем дневном сеансе». «Когда Мэрион Крэйн была в ду́ше и публика увидела, как к ней приближается женщина, я подумал, что они содрогнутся и уйдут со словами: „Какой ужас“, но не предполагал, что будет столько воплей», — с удивлением говорил он.
Роберт Блох назвал сцену в душе самым выдающимся достижением Хичкока не только в этом фильме, но и даже, возможно, во всём его творчестве. По его мнению, она «незабываема», что было достигнуто путём воздействия на воображение зрителей: «Эту сцену делает великолепной искусство монтажа, который осуществлён так, что режиссёру нет необходимости показывать нож, пронзающий плоть, — вы дорисовываете это в своём воображении». Он также подчёркивал, что в этом эпизоде проявляется отчётливая разница между кино и литературой, так как при попытке точного его перенесения на страницы книги у него, например, получился бы просто сухой («клинический») отчёт, не вызывающий никакого воздействия на аудиторию: «Поэтому в книге занавеска откидывается, нож обрывает крик жертвы и отсекает её голову, и — бац! — конец главы».
Восприятие фильма, изначально получившего смешанные отзывы критиков и ставшего предметом споров, изменилось в лучшую сторону благодаря интересу зрителей и высоким кассовым сборам. Влиятельный критик Босли Краузер на следующий день после премьеры написал, что действие неоправданно затянуто для Хичкока, визуальный ряд простой, бедноват на детали, психологическое обоснование малоубедительно, а развязка — плоская и напоминает розыгрыш, которыми, впрочем, славен режиссёр, для которого этот фильм стал «пятном» на репутации. Однако уже через несколько лет Краузер поменял мнение, назвав стиль «Психо» классическим и имеющим несомненное влияние на кинематограф. Дуайт Макдональд описал ленту как «всего-навсего одно из тех телевизионных шоу, только растянутое на два часа за счёт введения побочных сюжетных линий и реалистичных деталей», усмотрев в ней только «порождение самого отвратительного, убогого, вульгарного, садистского ума». Критик британского таблоида Daily Express в статье «Убийство в ванной и скука в зале» заявил: «Невероятно грустно наблюдать, как по-настоящему великий человек делает из себя дурака». Некоторые критики назвали картину «отвратительной мелодрамой». Сам Хичкок отрицал, что является поклонником насилия, в том числе и в кино, что подтверждается неоднократными фактами из его жизни. Он высказал свою точку зрения относительно натуралистичности некоторых эпизодов фильма психиатру Фредрику Вертаму, заявив, что убийство в ванной никоим образом не демонстрирует ни его личного стремления к жестокости, ни его образа мыслей. Также он стремился всячески представить фильм в качестве просто зрелища, причём снятого с долей юмора. От вопросов о том, какой смысл вложен в его картины, режиссёр часто отшучивался. Показателен в этом отношении его ответ на вопрос отца, чья дочь перестала принимать ванны после просмотра французского триллера «Дьяволицы» (1954) Анри-Жоржа Клузо: «Что ей делать после ознакомления со сценой в душе?» Хичкок ответил в своём неподражаемом стиле: нужно использовать «сухую чистку».
Британский писатель и критик Кэролайн Эли Лежен после опубликования небольшой статьи о фильме в газете The Observer, где она работала с 1928 по 1960 год, прекратила писать рецензии, разочаровавшись в современном кинопроизводстве. Она восприняла новый фильм своего земляка крайне отрицательно, хотя ранее одобрительно встречала многие его работы. Описывая сюжет, она охарактеризовала сцену в душе как «одно из самых отвратительных убийств за всю историю экрана». «Чудовищное, как слив в ванной комнате. „Психо“ не длинный фильм, он таким кажется. Возможно, из-за того, что режиссёр упивается техническими возможностями; возможно, потому, что не хочется сопереживать ни одному из его героев».
Негативные оценки прозвучали и со стороны американского теоретика кино и писателя Джона Говарда Лоусона, который в своей монографии «Фильм — творческий процесс» (Film, The Creative Process: The Search for an Audio-Visual Language and Structure; 1964) характеризовал работы Хичкока как «глубоко психопатичные», с более выраженным «клиническим подходом к проблемам морального поведения», чем даже в осуждаемых им «чёрных» фильмах его современников, но по сравнению с ними с меньшим вниманием к сексу. Лоусон не понимал, почему представители французской новой волны (Эрик Ромер, Клод Шаброль) называли Хичкока «ведущим» кинематографистом, одним из главных «изобретателей формы», сравнимым с Фридрихом Мурнау и Сергеем Эйзенштейном. По оценке Лоусона, при всех достоинствах Хичкока проблематично отделить его этические воззрения, отмеченные сильным влиянием католицизма, от «потворства самым порочным вкусам». В этой связи он приводит в пример сцену убийства в «Психо», где показана картина увлекаемой водоворотом крови в ванной, которая сама по себе является «великолепным» операторским достижением. Однако с эстетической стороны такой кадр не имеет оправдания, так как «сводит смерть к физическому потрясению, вызываемому видом струящейся крови». Значительная переоценка триллера произошла в 1980-е годы, когда ряд историков кино и критиков назвали его выдающимся шедевром. Биограф Хичкока киновед Робин Вуд признал его «одной из ключевых работ нашего столетия»; режиссёр Питер Богданович отозвался о нём как о, вероятно, самом визуальном, наиболее кинематографичном фильме из всех снятых; критик Питер Кроуи посчитал эту картину Хичкока «самым умным и волнующим фильмом ужасов из когда-либо им созданных».
Фильм получил четыре номинации на премию «Оскар», в том числе в категориях «Лучшая женская роль второго плана» (для Ли) и «Лучшая режиссура» (для Хичкока). Он стал признанной киноклассикой, получил культовый статус, а в 1992 году его копия была помещена на хранение в Библиотеку Конгресса США. В 2015 году по результатам опроса кинокритиков он занял восьмое место в списке BBC «100 американских фильмов всех времён», а Хичкок с пятью фильмами стал самым представленным в нём режиссёром. «Психо» стал кульминацией карьеры прославленного режиссёра, поставившего ещё шесть фильмов, которые уже не имели такого успеха у публики, хотя и были с энтузиазмом приняты некоторыми критиками. Эберт, раздумывая о последующей карьере Хичкока, пришёл к выводу, что снятый в начале 1970-х годов триллер «Исступление» стал попыткой возвращения к проверенной манере мастера. Однако и его следует признать не совсем удачным, так как из прежних элементов в нём присутствует лишь «насилие и обнажёнка» (the violence and the nudity), введённые в повествование слишком «отстранёно», как если бы «Психо» было снято «без душевой занавески».

## Художественные особенности

### Особенности повествования
Неожиданный сюжетный поворот в виде гибели Мэрион и, как следствие, изменения жанра повествования неоднократно привлекал внимание исследователей. Так, сценарист и теоретик искусства в области написания киносценариев Роберт Макки указывал, что Хичкок неоднократно применял «ложный конец», причём не только в конце фильма, но и в середине. В «Головокружении» это последовало после инсценировки самоубийства Мадлен (Ким Новак), что знаменовало кульминацию первой части, после чего во второй половине она появляется в обличье новой героини — Джуди. В «Психо» также имеет место подобная ситуация: эмоциональная вершина достигается ещё до конца первой половины, когда Мэрион неожиданно погибает. Такой сюжетный ход приводит к смене зрительского восприятия происходящего, так как в начале режиссёр стремился направить внимание аудитории на рассказ о краже о денег и бегстве, вызвать сочувствие к судьбе Мэрион. Однако гибель девушки, что является эмоциональным и формальным толчком развития сюжета, кардинально меняет жанр фильма — из криминальной истории он трансформируется в психологический триллер. Макки также подчёркивал, что убийство знаменует смену главного персонажа, теперь центральное положение занимают сестра жертвы, её друг и частный детектив. В противоположность этой точке зрения, автор методики для сценаристов Кристофер Воглер высказал мнение, что после прерывания сюжетной линии Мэрион для аудитории нет ни одного героя, с которым можно себя отождествить. Зрителю становится не с кем себя идентифицировать, и постепенно на место жертвы становится Норман, странный управляющий придорожной гостиницы.

Смерть Мэрион потрясает зрителя. Нам вдруг кажется, что мы, подобно бесплотному духу, витаем за кадром, наблюдая, как кровь девушки стекает в сливное отверстие. С кем теперь идентифицироваться? Кем быть? Вскоре становится ясно, что автор не оставляет нам выбора: только Норман. Нехотя проникнув в его сознание, мы смотрим на историю его глазами, и постепенно он становится нашим новым героем. Первое время мы думаем, будто странный молодой человек покрывает свою полоумную мать, но, оказывается, он сам и есть убийца. С середины фильма мы смотрели на мир глазами психопата! — Кристофер Воглер
Киновед Гельмут Корте в своей работе «Введение в системный киноанализ» останавливался на различных аспектах фильма и его знаменитой сцены. Как и другие исследователи, он особо выделял такую особенность повествования, как то, что оно представляет собой не то, чем кажется на первый взгляд, а также позицию зрителя по отношению к центральным героям. Так, в первой половине зритель представляет, что речь идёт о «любви и внебрачных половых связях», аморальных явлениях для пуританских нравов США конца 1950-х годов. Далее постановщик всеми силами пытается представить всё таким образом, что сюжет будет развиваться вокруг похищения Мэрион денег, её «чувства вины», а также, что важное место займёт тема птиц или же она будет иметь значение для последующего действия. Однако эти ложные ходы разрешаются в сцене в душе: «Максимум на 45-й минуте, в момент убийства Мэрион, показанной как фигура для идентификации, становится ясно, что автор рассказывает совершенно другую историю».
Трюффо также останавливался на проблеме отождествления: зритель в конечном итоге не может идентифицироваться ни с одним персонажем. Это мнение подтвердил и сам Хичкок, заявив в ответ, что в данном случае в этом не было необходимости, так как ему необходимо было вызвать сочувствие именно в момент гибели девушки. Он разъяснил свой замысел, указывая на то, что вся первая часть (история Мэрион) является «обманкой», что было сделано намеренно с целью отвлечь внимание аудитории и вызвать большее впечатление в сцене убийства. Он хотел удивить, «убив звезду» в момент, когда фильм ещё не достиг даже середины, чтобы сделать гибель героини непредсказуемой. Именно этим объясняется его стремление не допускать опоздавших зрителей до начала следующего показа, так как «они понапрасну ждали бы появления на экране Джанет Ли уже после того, как она исчезла из сюжетного действия картины». Кроме того, эту же цель преследовало изъятие десятитысячного тиража романа Блоха. Дело в том, что, несмотря на сюжетную близость книги и фильма, имеются значительные расхождения в их структуре. Если у Блоха первая глава посвящена Норману и его матери, а Мэрион Крэйн появляется во второй, то у Хичкока история разворачивается наоборот — в линейно-хронологическом порядке. Это позволило не только представить первую треть фильма в качестве «обманки», но и достигнуть «абсолютной чистоты эффекта», на которую рассчитывал и писатель, чтобы читатель, прочитав про её неожиданную смерть, «воскликнул»: «Мы её потеряли! Бог мой, что теперь?» Кловер останавливалась на стремлении режиссёра заставить идентифицировать зрителя с Мэрион («жертва равняется зрительской аудитории»). В этой связи исследовательница привела слова Хичкока во время съёмок фильма «Птицы»: «„Мучай женщину“! Сегодня проблема в том, что мы недостаточно мучаем женщин».
Питер Акройд указывал на то, что картина в целом точно соответствует содержанию книги, но убийство Мэрион было кардинально пересмотрено. В книге этому фрагменту посвящена половина страницы, причём маньяк обезглавливал жертву. Акройд также отмечал новаторский характер гибели Мэрион, противоречащий стандартным ожиданиям и кинотрадиции, так как считалось нецелесообразным убивать «звезду» в том случае, если фильм не дошёл ещё до середины. «После этой сцены у зрителей сохраняется состояние сомнения и напряжённого ожидания, поскольку их внезапно выводят из зоны комфорта, когда они отстранённо смотрят „кино“. Теперь они могут смотреть на экран только с усиливающимся трепетом». Киновед Эндрю Саррис в своём исследовании американского кино подчёркивал, что сила воздействия эпизода на зрителей заключается в его контрастном построении — между кровавой сценой и мирной, уютной ванной комнатой. «Вторжение зла в наше спокойное существование кажется поэтому нестерпимо болезненным», — писал Саррис. Также в литературе указывается, что убийство демонстрирует иллюзорность жизни, загадочность совершения преступлений: «Есть ли в человеке некое небытие, действующее как субъект? Несёт ли человек ответственность за свои злодеяния, совершённые по приказанию чего-то внешнего по отношению к его личности, будь то психотическое состояние или распоряжение вышестоящего чина?»
Вопреки своей репутации, «Психо» — удивительно сдержанный фильм ужасов; Хичкок даже предпочёл снимать его на чёрно-белую пленку, чтобы кровь в сцене душа была не совсем похожа на кровь, и одна из старых сплетен — явно апокрифическая — говорит, что сначала Хитч собирался снимать в цвете весь фильм, за исключением сцены в душе: она должна была быть чёрно-белой.
Писатель Стивен Кинг в своём исследовании «Пляска смерти» (1981) включил «Психо» и «Птицы» в список самых страшных фильмов 1950—1980-х годов (под номером 3 и 13 соответственно). Он сравнивал сцены в душе и убийства девочкой матери лопатой в «Ночи живых мертвецов» (1968) Джорджа Ромеро, отмечая, что для «шокированного» зрителя они кажутся «бесконечными». Кинг также назвал «Психо» «образцом», который должен изучить каждый, кто стремится стать режиссёром. В этом шедевре «крови — минимум, а ужаса — максимум». Эффект достигается мастерским владением кинематографическими средствами: «В знаменитой сцене в душе мы видим Джанет Ли, видим нож; но мы так и не видим ножа, вонзённого в Джанет Ли. Вам может показаться, что вы его видели, но это не так. Видело ваше воображение, и в этом — великая победа Хичкока. А вся кровь, что есть в этой сцене, уходит в решётку душа». Кроме того, прозаик также отмечал, что автор ещё в середине фильма подаёт зрителю «большой полусырой бифштекс ужаса» (сцена в душе), а последующая история становится «едва ли не скучной», не достигая уровня даже в кульминации, представляющей собой, по его словам, «только шипение».

### Визуальные решения
Когда Мэрион заходит в ванну, камера находится бо́льшую часть времени с ней, внутри, а кадры нанесения ударов ножом по её телу сняты со стороны убийцы. Многие из кадров сняты крупным и сверхкрупным планом, за исключением средних планов непосредственно перед и сразу после убийства. Сочетание близких планов с их короткой продолжительностью делает визуальную последовательность более субъективной, чем если бы изображения были представлены по отдельности или под более широким углом. Это является примером техники, которую Хичкок описал как «перенос угрозы с экрана в сознание аудитории». Как известно, наибольшее впечатление на зрителей начала 1960-х годов произвела именно сцена в душе, «шокирующий эффект» которой был обусловлен не только её сюжетной непредсказуемостью, но и «кинематографичностью» («киногеничностью»), обусловленной особенностями мастерского использования монтажа и звука. В литературе указывается, что композиция сцены подтверждает наблюдение французских кинематографистов Эрика Ромера и Клода Шаброля, первых обстоятельных исследователей творчества Хичкока, согласно которому у мастера «форма не приукрашивает содержание — она его создаёт».
Российский философ Борис Рогинский не только выделял неожиданность иррационального насилия, смутность фигуры убийцы, шокирующее сочетание монтажа и музыки, но и останавливался на начальных кадрах перед «вторжением» в ванну. По его оценке, особое значение имеет взгляд снизу вверх, представленный с субъективной точки зрения Мэрион на тёмное отверстие душевой форсунки, выделяющееся на белоснежном фоне. «Зритель, не подозревающий о предстоящем ужасе, подготовлен к нему кадром выразительно молчащего, глазеющего неживого предмета», — писал Рогинский. Кроме того, по его мнению, большое значение приобретает демонстрация стока воды, что является отсылкой к титрам и общей символике фильма «Головокружение», лейтмотивом которого являются спирали и их производные, призванные, по словам Басса, выразить неуверенность человеческого бытия. В «Психо» спиралевидный водоворот с кровью жертвы в итоге «накладывается» на её зрачок. По оценке Рогинского, Хичкок очень ценил этот кадр, в числе прочего это привело к отказу от цвета. Кроме водоворота, Нормана (он «уже на дне, в центре спирали, в безумии») и Мэрион объединяет «атмосфера пустоты», одиночества и отчаяния, что символизирует спираль.
Относительно длительности сцены и входящих в неё кадров в литературе высказывались различные точки зрения, но чаще всего говорится про 45 секунд. Корте разделил фильм на эпизоды и мизансцены с указанием хронометража, присвоив «убийству Мэрион» № 4:
- 43’54. Мэрион в номере идёт в ванную и принимает душ;
- 45’20. Мэрион убивают. Вилла;
- 47’53. Комната в мотеле. Норман находит труп, устраняет следы, упаковывает труп в багажник её машины;
- 55’50. Норман топит машину в болоте[160].

Ребелло, отмечая влияние сцены на кинематограф, писал, что по своим визуальным характеристикам и исполнению она представляет собой настоящий шедевр. Хичкок одновременно преуспел как в щекотании нервов и шокировании зрителя, так и в сокрытии личности настоящего убийцы и наготы жертвы. Самое главное было в том, что импрессионистский монтаж настолько стилизовал и абстракционировал действие, что эпизод скорее вызывал у зрителя чувство опустошительного отчаяния, а не тошнотворного отвращения. По мнению французского киноведа Жака Лурселя, для стилистики фильма характерно, что в ключевых моментах «твёрдо держа в руках публику, завороженную ожиданием, страхом или удивлением, режиссёр с головой бросается в эксперименты», как это имело место в «знаменитой сцене в душе». Она, в свою очередь, «при всей своей необычности, всего лишь доводит до крайности монтажное решение, используемое на протяжении всего фильма». Монтаж получился дробный, с короткими планами, несмотря на то, что Хичкок ранее зарекомендовал себя «непревзойдённым мастером длинных планов» («Верёвка», «Под знаком Козерога»). Отчётливо эта особенность проявилась в сцене убийства, где режиссёр «с дьявольской эффективностью чередует и удерживает в шатком равновесии настойчивость и умолчание; она показывает ровно столько, сколько скрывает; управляет зрительскими эмоциями благодаря умело дозированным стимулам, но при этом удерживается от демонстрации главного (того, как нож входит в тело жертвы)». Несмотря на кажущуюся простоту такого эффекта, его так и не смогли достичь многочисленные эпигоны Хичкока, так как они «всё время забывают добрую половину секрета Мэтра, а именно: то, чего он не показывает, действует на нервы зрителю даже больше, чем то, что он показывает».

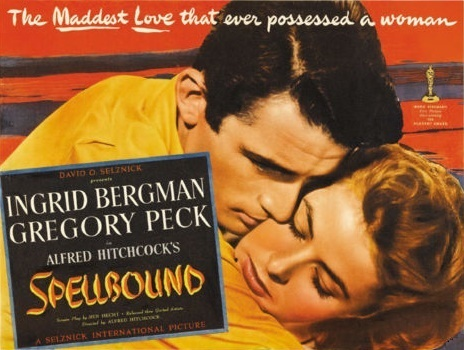
Постер психологического детектива «Завороженный» (1945), где проявился интерес Хичкока к фрейдизму и сюрреализму

Британский режиссёр Эдриан Лайн назвал Хичкока настоящим «гением», а сцену в душе — «революционной» для своего времени. Однако, по его наблюдению, несмотря на то большое впечатление, которое она производит своими «быстро сменяющимися, осколочными кадрами», по сравнению с остальной частью триллера она воспринимается «странно наивной». Британский писатель и журналист Эдвард Уайт (Edward White) останавливался на концептуальном характере работ Хичкока, их продуманных визуальных решениях. В подтверждение этой мысли он приводил мнение писателя и сценариста Гевина Ламберта, который отмечал, что многие знаменитые сцены мастера вполне могут получить названия в духе картин сюрреалистов. Из фильма «Птицы» под такое художественное описание подпадает сцена «Птица нападает на человека». Эпизод убийства Мэрион, по мнению Ламберта, превосходящий даже самые смелые фантазии Сальвадора Дали (с которым Хичкок работал над фильмом «Завороженный»), он назвал таким образом: «Молодой человек, одетый как его мёртвая мать, ножом убивает голую девушку в душе».

### Преемственность
Лурсель подчёркивал, что главные элементы сцены (занавеска и тень за ней, шум воды, надвигающаяся угроза) были уже использованы в фильме ужасов «Седьмая жертва» (1943) — творении продюсера Вэла Льютона и режиссёра Марка Робсона. Он рассказывает историю молодой неопытной девушки Мэри Гибсон (Ким Хантер), которая в поисках своей исчезнувшей сестры Жаклин (Джин Брукс) приезжает в Нью-Йорк, где сталкивается с подпольным культом поклонников дьявола в Гринвич-Виллидж. В одной из сцен Мэри принимает душ в пансионе, где проживает. В это время к ней подходит миссис Реди и обращается к ней через занавеску. Она угрожает Мэри и настаивает, чтобы девушка вернулась в колледж и забыла про сестру, которая, по её словам, — преступница и убийца. Если Мэри не прекратит поиски, то тем самым она навлечёт на Жаклин беду, и её арестует полиция. По оценке Лурселя, совпадения в действии и подаче визуального материала во время сцен в душе в обоих фильмах «очевидны — и поразительны для тех, кто посмотрит Седьмую жертву впервые», а отмеченные элементы, предвосхитившие решения Хичкока, показаны «с привычной для Льютона обманчивой скромностью». Другие авторы также указывали на близкие режиссёрские находки в обоих фильмах: например, «обнажённая, мокрая и уязвимая» девушка находится за душевой прозрачной занавеской и подвергается «вторжению странной женщины».

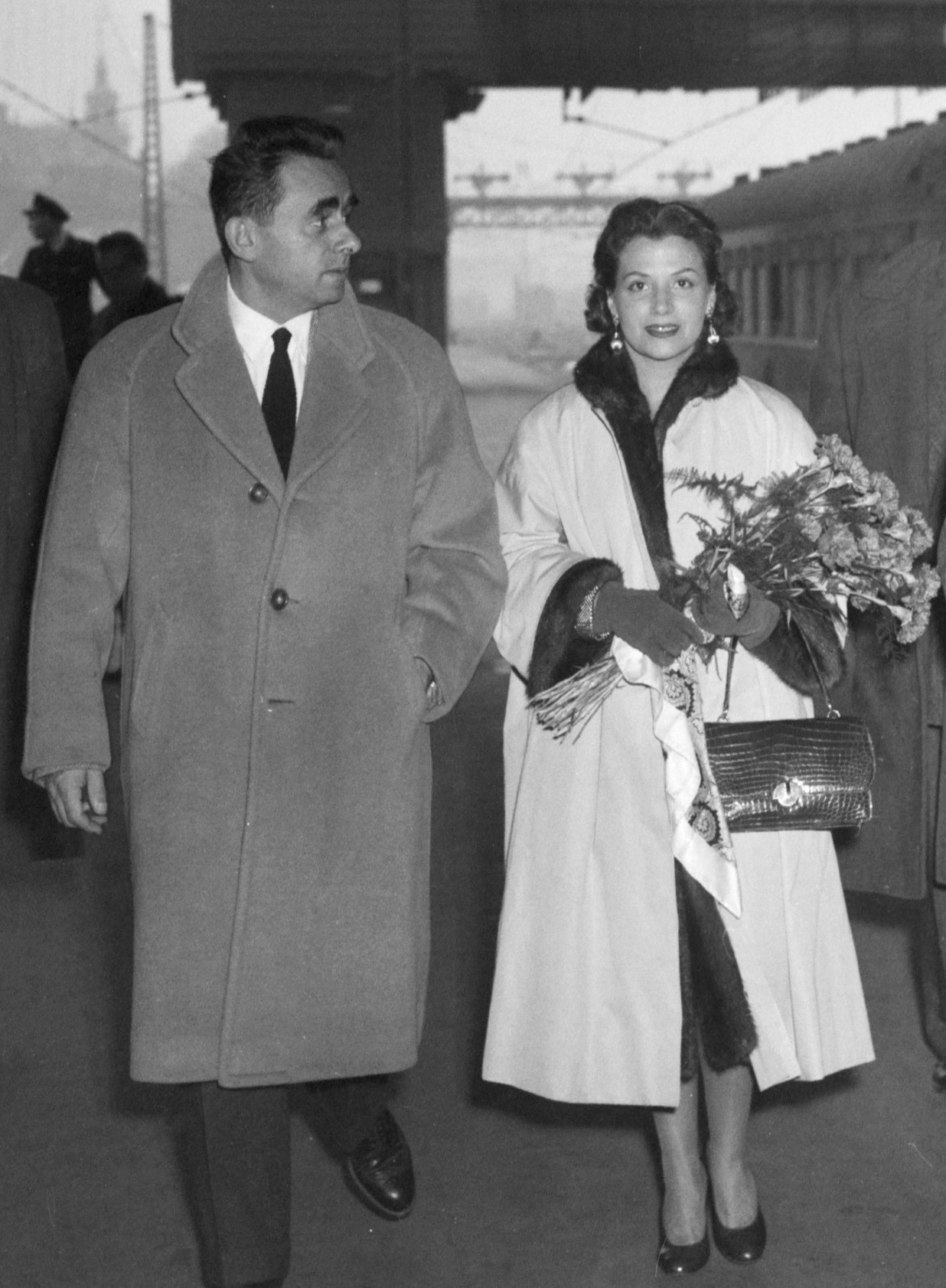
Режиссёр Жорж Клузо со своей женой Верой Клузо, исполнительницей роли Кристины Деласаль — жертвы в триллере «Дьяволицы»

Некоторые исследователи подчёркивали влияние стилистики фильмов-нуар, а также такого известного образца «чёрного» фильма французского режиссёра Анри-Жоржа Клузо, как «Дьяволицы», также заканчивающегося неожиданной развязкой. Он был снят по мотивам детективного романа Буало-Нарсежака «Та, которой не стало» (Celle qui n`était plus; 1952), права на экранизацию которого также добивался Хичкок, но не успел с их приобретением. В частности, некоторые переклички между обоими фильмами усматривают в «водных» эпизодах. В американском фильме это сцена убийства Мэрион, затопление её автомобиля в болоте. Во французском триллере также важное значение имеют сцены, связанные с водой (утопление «жертвы» в ванной; бассейн, где был спрятан труп). Предполагается, что, возможно, это «заочное соперничество» возникло и под воздействием романа Блоха, признававшегося в том, что при его создании он прокручивал в голове сцены из «Дьяволиц» — своего любимого фильма. Кроме того, показательно то, что если бы у писателя была возможность выбирать режиссёра для экранизации своего самого знаменитого романа, то он остановил бы свой выбор на Хичкоке или Клузо.
Одним из источников вдохновения сцены расцениваются иллюстрации художника Обри Бёрдслея к одноактной пьесе Оскара Уайльда «Саломея» (написана в 1891 году, издана в 1894 году), основанной на истории Саломеи — падчерицы тетрарха Ирода Антипы, обольстившей отчима исполнением откровенного танца. После этого она добилась получить в награду отрубленную голову (как в романе Блоха) пророка Иоканаана (в Библии Иоанна Крестителя) на серебряном блюде. Символизм, фантастические образы Бёрдслея и Уайльда оказали влияние на немецкий экспрессионизм, о котором Хичкок неоднократно с уважением отзывался. Кроме того, он говорил, что в юношеские годы большое впечатление на него производили картины символистов, которые в то время ему часто снились.

### Символика и метафоризм
Фильм пронизан целой системой визуальных символов, намёков и предостережений. В отношении сцены первого убийства, например, таким знаком для героини являются ритмичные движения по поверхности стекла автомобильных дворников во время дождя, когда она едет по шоссе. Этот образ повторяется в видоизменённом виде в ванной, когда струи воды рассекают взмахи ножа убийцы. Эта отсылка приобретает ещё большую обоснованность, если знать, что в английском языке (американском английском) автомобильные стеклоочистители и нож(и) не только внешне схожи, но и пишутся и читаются одинаково — blades. Беглянка неспособна правильно оценить грозные символико-аллегорические предостережения. Так, она воспринимает допрашивающего её полицейского (своеобразного «ангела-хранителя») как врага, а Нормана, ставшего её убийцей, — словно «родственную душу», и пытается завуалированно, намёками излить ему душу, как на исповеди. В предшествующих убийству сценах проявляется обречённость девушки. Так, когда она едет в машине, она «слышит» разговор босса с хозяином денег: «Эта шлюха заплатит за мои деньги своей кровью, своим нежным молодым мясом!» Эти слова («казалось бы, совершенно нелепая больная фантазия», по оценке Бориса Рогинского) пророчески сбудутся во время её гибели.

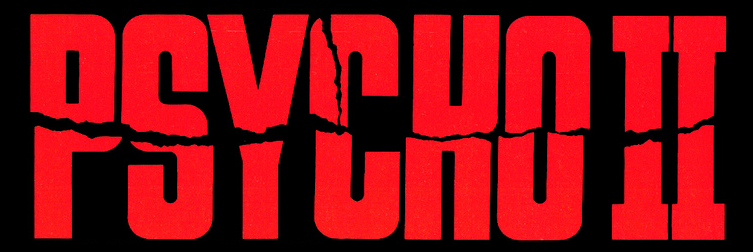
Логотип фильма Ричарда Франклина «Психо 2»

Личность убийцы носит двойственный характер и в отношении его гендерного положения, которое раскрывается в финале, что повлияло на ряд последующих фильмов («Бритва» Брайана Де Пальмы, «Глаза Лауры Марс» Ирвина Кершнера, «Психо 2» Ричарда Франклина). До определённого момента Бейтс производит впечатление нормального члена общества, но его потаённая сущность раскрывается в убийстве: «показанная мельком дама, держащая нож с „неприличной для почтенной леди мужественностью“, после дополнительных гендерных загадок оказывается Норманом, переодевшимся в одежду собственной матери».
Трюффо в беседе с Хичкоком особо выделял кадры, когда герой Перкинса убирает следы преступления. Этот эпизод, по оценке французского режиссёра, получился даже «лучше, гармоничнее самого убийства». Он также выделял примечательные особенности структуры триллера, в котором общая структура «задаёт масштаб нереальности происходящего, представляет собой некую эскалацию неестественного», причём сначала идёт сцена в постели, затем — кража, «одно преступление следует за другим, и, наконец — психопатология. Каждый этап всё выше возводит нас по этой лестнице». Хичкок в целом согласился с такой оценкой, при этом особо выделив, что как личность Мэрион очень заурядна — она «обыкновенная мещанка». Французский критик Филипп Демонсаблон в статье «Письмо из Нью-Йорка» (Cahiers du cinéma, № 111, 1960) описывал фильм посредством сравнения со структурой Ада из «Божественной комедии» Данте Алигьери, состоящего из «концентрических кругов, раз от раза всё более узких и глубоких». Смерть Мэрион сразу же переносит из одного круга в другой, так как её вина теперь слита воедино с виной Нормана, которому после убийства в душе зритель (помимо своей воли) начинает сопереживать. По наблюдению Лурселя, «помимо сочувствия и ужаса, фильм полон меланхолии, тайной грусти: как если бы самые интимные секреты персонажей вдруг проступали на стенах у всех на виду. В мотеле Бейтса не просто умирают люди: там раскрываются души». Для понимания происходящего важнейшее значение приобретает диалог между Мэрион и Норманом в комнате с чучелами птиц: «В конце этого эпизода Мэрион ещё считает себя свободной, принимает решение сделать шаг назад, но не успевает и падает в пропасть». Для Эндрю Сарриса фильм стал многозначной метафорой современного мира, представленного словно символическое «открытое болото», где «человеческие чувства и страсти стекают в слив душа».
Словенский философ-фрейдомарксист Славой Жижек указывал на то, что фильм фактически распадается на две истории — Мэрион и Нормана, которые «склеены» вместе, образуя «чудовищное целое». Первая из них могла бы иметь самостоятельное значение и получить другую концовку. Однако у Хичкока она разрешается трагически: «Поэтому, когда Марион принимает душ, её история — в том, что касается повествовательной замкнутости, — строго говоря, заканчивается: душ явно играет роль метафоры очищения, поскольку она уже приняла решение вернуться и отдать долг обществу, то есть вновь занять своё место в сообществе». Её гибель не оборачивается «совершенно неожиданным потрясением, врезающимся в сердцевину развития повествования: оно происходит во время интервала, в промежуточное время, когда решение, хотя уже и принятое, ещё не осуществлено, не вписано в публичное интерсубъективное пространство — во время, когда на традиционную линию повествования можно уже просто не обращать внимания…». Критики неоднократно останавливались на проблеме соотношения фильма и фрейдизма, в частности, на таком понятии, как эдипов комплекс (бессознательное или сознательное сексуальное влечение к родителю противоположного пола). В то же время, по мнению исследователей, в фильме прослеживается сказочная символика. Исходя из этого контекста, убийство в ванной рассматривается как отсылка к смертям жён Синей бороды. Российский киновед Марина Жежеленко, отмечая фрейдистские и сказочные мотивы у Хичкока, указывала, что у него заметно влияние «сказочной жути» в духе английского фольклора или сюжетов братьев Гримм, где «отрубленные головы летят направо и налево». Относительно пренебрежения Хичкоком огнестрельным оружием в качестве орудия смерти высказывалось предположение, что это обусловлено его британским воспитанием, так как в Англии преступники редко прибегали к помощи пистолета. Сам Хичкок заявлял, что в США люди постоянно стреляют, однако у него есть «собственный стиль».

### Вуайеризм

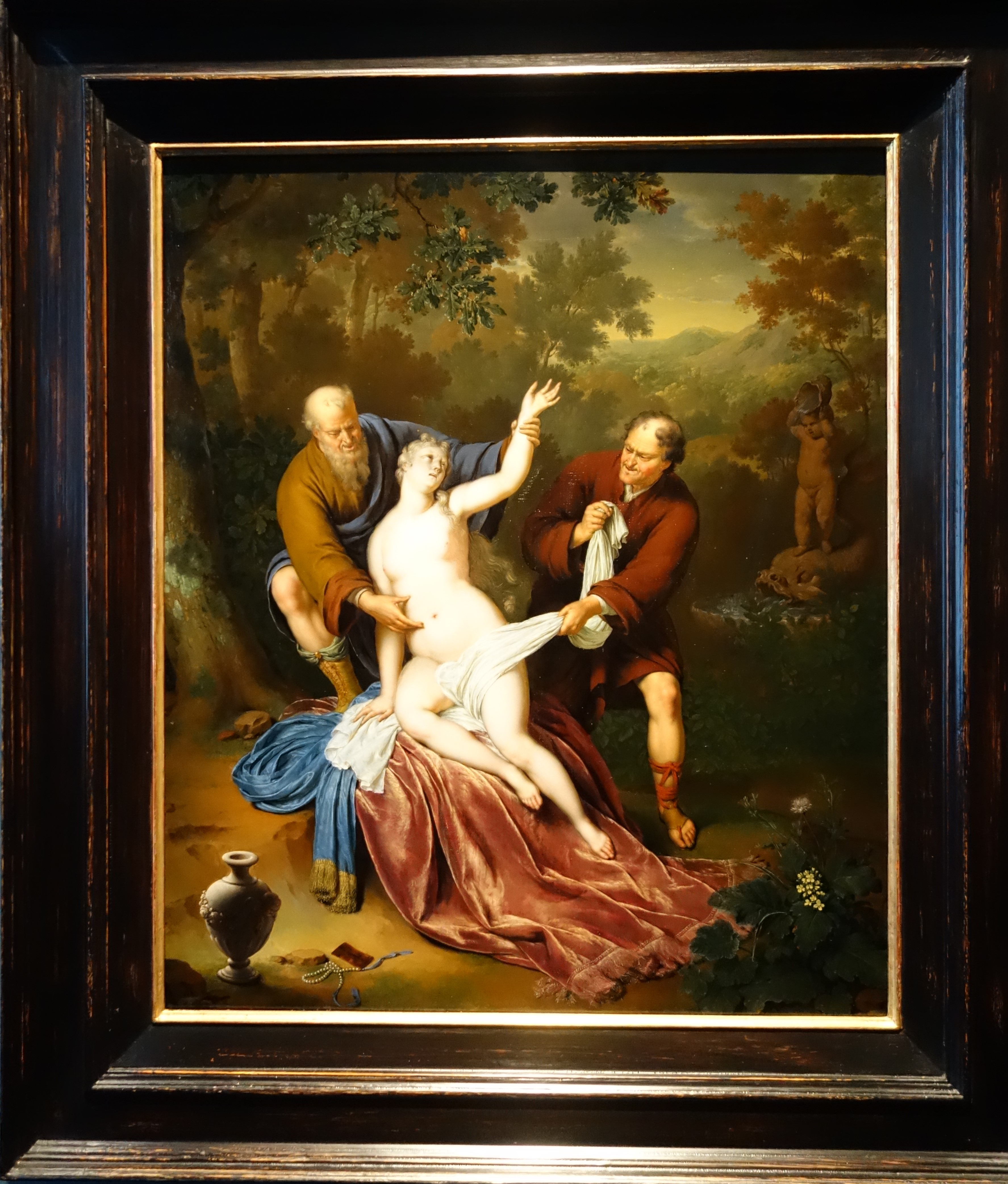
Виллем ван Мирис. «Сусанна и старцы» (1731). Дерево, масло. 35 × 31 см. Музей Гиацинта Риго, Перпиньян, Франция

В литературе отмечается важное символическое значение репродукций картин в гостиной мотеля и, прежде всего, работы нидерландского художника Виллема ван Мириса «Сусанна и старцы» (1731) на распространённый в живописи библейский сюжет. Она висела в задней комнате офиса мотеля и скрывала дыру в стене, через которую Норман подсматривал за раздевающейся Мэрион. Прекрасная еврейка Сусанна из Вавилона является персонажем эпизода «Книги Даниила» Септуагинты. Её возжелали два старца, которые неоднократно подглядывали за ней. Однажды, когда она осталась одна в саду во время купания, они от подглядываний перешли к угрозам, попытавшись добиться от неё плотской благосклонности. Заявили, что если она не пойдёт им навстречу, то обвинят её в прелюбодеянии с незнакомцем. Девушка отказала им, была ложно обвинена и приговорена судом к смерти, но в последнюю минуту спасена находчивостью пророка Даниила, допросившего старцев раздельно и уличившего их во лжи. Они были казнены, а добродетель восторжествовала. Эта история неоднократно привлекала внимание художников, которые изображали её в основном в двух вариантах: Сусанна купается, а похотливые старцы наблюдают за ней на заднем плане, или же она пытается защищаться от их объятий.
Именно последний сюжет и представлен на картине ван Мириса, что применительно к фильму толкуют в духе защиты руками от нападения на Мэрион в душе. Такой вариант активного сопротивления также возможно может означать намёк на то, что вуайеризм Нормана приведёт его к насилию.
Другой идентифицированной картиной является «Венера перед зеркалом» (ок. 1555 года, Национальная галерея искусства в Вашингтоне) Тициана. Полуобнажённая богиня, прикрывая грудь левой рукой, смотрится в зеркало, которое держит в руках её сын — Купидон. В этой связи обращалось внимание на большое количество зеркал, поверхностей с отражающим эффектом в фильме, начиная со сцены, когда Мэрион принимает роковое решение украсть деньги. Предполагается, что картина Тициана не только является олицетворением женской красоты, что явно связывает её с Мэрион, но также намекает на двусмысленные отношения между Венерой и Купидоном, с одной стороны, и близкую связь матери и сына в лице Нормана и мисс Бейтс, с другой. Выдвигалось предположение, что во время разговора между Норманом и Мэрион, когда он смотрит на собеседницу, он вспоминает образы со своих копий с обнажёнными женщинами. В этот момент девушка бессознательно, словно защищаясь, поднимает руку, как на картинах «Сусанна и старцы» и «Венера перед зеркалом», но в её случае это предвосхищает момент её убийства. В целом изображения на стенах гостиной мотеля нагих женщин можно объяснить визуализацией подавленного сексуального влечения Нормана, вынужденного довольствоваться такими картинами в связи с отсутствием реальных отношений с противоположным полом.
Российский режиссёр и киновед Михаил Брашинский рассматривал убийство Мэрион «под струями самого известного в истории кино душа» с кинематографической точки зрения. По его мнению, Хичкок стремился отразить не психологию маньяка-импотента, подсматривающего за своей жертвой, а «формулу кино», показать, что оно представляет собой: «не чувства и даже не приключения», а «оформленный как замочная скважина кадр; безучастный свет; голая блондинка на белом фоне — то ли кафеля, то ли экрана; желание, соединённое со смертью немигающим взглядом извращенца». На вуайеристских мотивах останавливался и сам Хичкок, заявивший Трюффо, что любовная сцена в начале «позволяет зрителю почувствовать себя Подглядывающим Томом». Это замечание отсылает к леди Годиве — англосаксонской графине, которая, согласно легенде, проехала обнажённой по улицам города Ковентри в Англии ради того, чтобы её супруг Леофрик снизил непомерные налоги для своих подданных. Она попросила горожан закрыть окна и не показываться на улицу, чтобы безбоязненно проехать, прикрыв тело только своими роскошными волосами. По более поздней версии истории, один житель не пошёл на это: любопытный портной Том подсматривал за Годивой через щели ставни и за это был сурово наказан — внезапно ослеп. В связи с этим возникла идиома «подглядывающий Том» (peeping Tom). В литературе отмечается, что использование отсылки к Тому-вуайеристу проливает свет на чрезвычайно важную деталь для концепции этого фильма, а также других работ мастера, посвящённых исследованию соотношения визуальности и кино. Особенно показательным в этом отношении является фильм «Окно во двор» (1954).
Жан Душе — французский кинематографист, критик и исследователь творчества Хичкока — указывал в своей статье «Хич и его публика» (Hitch et son public; 1960) на элементы вуайеризма в работах режиссёра, отметив, что начальная (любовная) сцена и убийство Мэрион являются частью одного целого: «Желанию, пробуждённому в самом начале фильма, предстоит найти своё закономерное воплощение в финале путешествия Джанет — в сцене, где она будет полностью обнажена и вся, целиком, предложена взгляду зрителя. Сексуальное действие в отношении неё также будет экстремальным. Таким образом, желание оказывается удовлетворено сверх всяких ожиданий». Трюффо в обсуждении со своим именитым коллегой заметил, что «эротическое вступление», акцентирующее внимание на сексе, служит, как и подглядывание Нормана, отвлечению зрителя от разгадки посредством использования различных вводящих в заблуждение, ложных ходов.

## Влияние
«Психо» оказал влияние на последующие фильмы в жанре ужаса и триллера (личность жертвы и убийцы, внезапность нападения и его показ с точки зрения жертвы, постельные сцены, насилие, демонстрация наготы). По наблюдению американского культуролога Кэрол Джин Кловер, нельзя сказать, что хоть одна из этих особенностей является оригинальной, однако «беспрецедентный успех этой хичкоковской формулы, прежде всего из-за сексуализации как мотива преступления, так и действия, привёл к множеству подражаний и вариаций». Кловер рассматривала «Психо» в качестве непосредственного предшественника такого поджанра фильма ужасов, как слэшер. По его словам, представители этого жанра, вне всякого сомнения, обязаны многими своими элементами фильму Хичкока. Отдавая ему «визуальную дань», многие из них содержат прямые отсылки к своему предтече, «хотя бы мельком: если не через убийство в душе, так хотя бы через показ слива воды или тени руки с занесённым ножом». Ввиду значения «Психо» для развития жанра свой анализ, посвящённый репрезентации женщины в фильмах ужасов, он структурировал с учётом системообразующих элементов, заимствованных из работы Хичкока (убийца, место действия, орудие убийства, жертва, шоковый эффект).

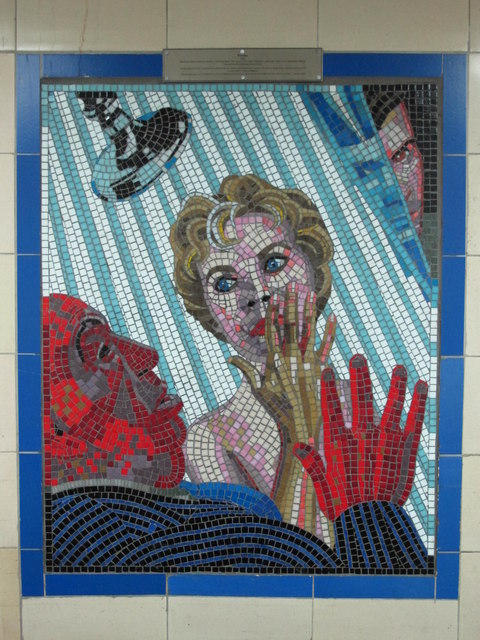
Мозаика на станции метро Лейтонстоун в Лондоне

Исследователь поп-культуры Уильям Шёлль, отмечая влияние картины, вынес в название своей книги об истории фильмов ужасов «Держись подальше от душа» (Stay Out of the Shower: Twenty-Five Years of Shocker Films Beginning with Psycho; 1985) отсылку к фильму Хичкока. По его оценке, жанр многим обязан мастеру, но при этом со временем происходила и модернизация фильмов ужасов, они становились более кровавыми и натуралистичными. В частности, это касается количества жертв, так как «другие режиссёры поняли, что лучше одного чудовищного убийства красивой женщины может быть только целая серия чудовищных убийств красивых женщин». По мнению Кловер и некоторых других авторов, убийство Мэрион породило большее количество «исследований, комментариев и покадрового анализа с технической точки зрения, чем любая другая сцена в истории кино», по той причине, что в ней содержится множество намёков, но при этом она довольно мало показывает, изображая на экране непрямое насилие.
Согласно опросу критиков, проведённому в 2004 году британским киножурналом Total Film, сцена в душе была признана «лучшей смертью в кино» всех времён. Некоторые критики характеризовали убийство Мэрион как самую кошмарную сцену в истории мирового кино. Писатель Питер Акройд в биографии «Альфред Хичкок» (2015) писал, что эпизод убийства Мэрион «вполне обоснованно называют самой запоминающейся сценой в истории кино». По оценке киноведа Филиппа Дж. Скерри (Philip J. Skerry), убийство из фильма Хичкока является самой анализируемой, обсуждаемой и чаще всего упоминаемой сценой в истории кино. Некоторые эпизоды из «Психо» стали своеобразными клише, часто использующимися в других фильмах, зачастую в пародийном контексте (например, появление Нормана Бейтса в женской одежде или сцена с трупом матери). В особенности это касается сцены в душе, которая называется в числе одной из самых знаменитых не только в фильмографии Хичкока, но и в истории кинематографа: она неоднократно воспроизводилась в самых различных жанрах культуры и искусства.

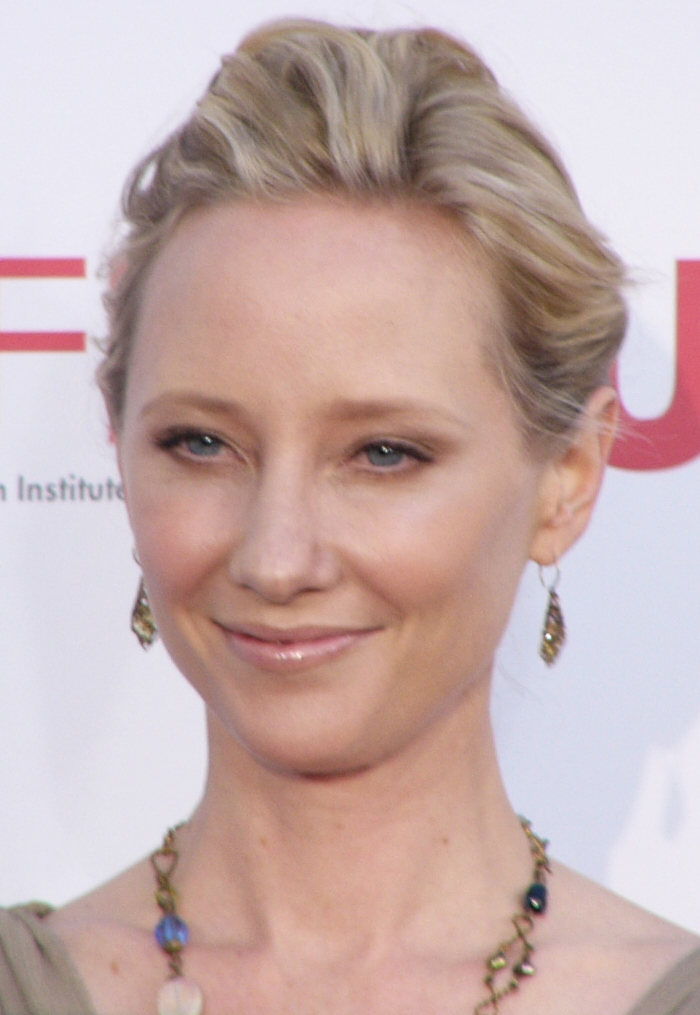
В ремейке Гаса Ван Сента роль жертвы маньяка сыграла американская актриса Энн Хеч

Киновед Гельмут Корте сравнивал убийство у Хичкока, происходящее на 45-й минуте, и аналогичную сцену в фильме «Психо 2», поставленном Ричардом Франклином. В сиквеле, в отличие от классического оригинала, этот эпизод помещён в самое начало и представляет собой сокращённую версию убийства Мэрион из фильма 1960 года. Цитата заканчивается показом дома Нормана, восклицающего за кадром «Мама, всё в крови!», после чего появляются титры. В одноимённом ремейке 1998 года, снятом режиссёром Гасом Ван Сентом и задуманным как покадровая пересъёмка, имитирующая движения камеры и монтаж фильма Хичкока, одно из немногих важных изменений связано именно со сценой в душе. В ней Норман (Винс Вон) подглядывает за обнажённой Мэрион (Энн Хеч) и мастурбирует; после этого события развиваются, как и в оригинале. В сериале «Королевы крика» (2015—2016) в эпизоде «Милая мамочка» также была почти покадрово воссоздана сцена убийства Мэрион. Режиссёры фильма сомневались в уместности участия в ней Джейми Ли Кёртис, так как роль жертвы в оригинальном фильме сыграла Джанет Ли — её мать. Однако сама актриса охотно согласилась. Также Кёртис отдала дань уважения матери, поместив в своём аккаунте в Instagram для сравнения фотографию с воссозданной сценой, на которой в левой руке держит снимок из оригинального фильма.
В американском биографическом фильме режиссёра Саши Джерваси, снятом по документальной книге Стивена Ребелло «Альфред Хичкок и создание „Психо“» (Alphred Hitchcock and the Making of Psycho, 1990), затрагиваются непростые отношения Хичкока (Энтони Хопкинс) и его жены и многолетней помощницы Альмы Ревиль (Хелен Миррен) во время создания «Психо». При съёмках сцены в душе режиссёра не удовлетворяют вялые движения дублёра, наносящего удары Джанет Ли (Скарлетт Йоханссон). Неожиданно Хичкок срывается со своего кресла, отдёргивает занавеску и сам энергично размахивает ножом, пугая Ли. В ожесточении он представляет на месте актрисы свою жену, которую ревнует к писателю Уитфилду Куку (Дэнни Хьюстон), а также «неприятных» ему мужчин. После вспышки ярости Альфред приходит в себя, бросает нож и говорит, что в фильм войдут кадры с дублёром, которые он сначала отверг. Позднее помирившиеся супруги приступают к совместной работе над фильмом. Среди прочего Альма убеждает мужа принять предложение Херрмана об использовании новаторской для кино музыки в сцене убийства Мэрион.

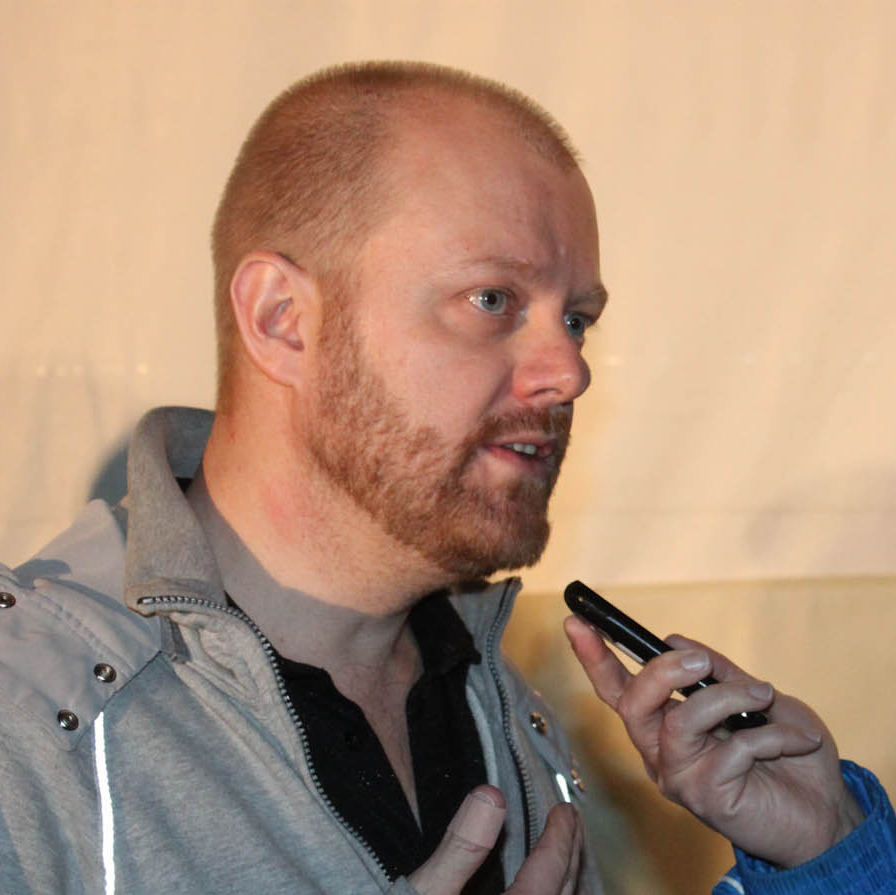
Режиссёр Александр О. Филипп снял документальный фильм «78/52» (2017), посвящённый сцене в душе

В 2017 году режиссёр Александр О. Филипп закончил документальный фильм «78/52», над которым работал три года: он был посвящён, по словам одного из критиков, вероятно, «самым знаменитым трём минутам в истории кино — сцене убийства в душе из самого знаменитого фильма Альфреда Хичкока». Документалист, в свою очередь, назвал убийство Мэрион «самой знаковой и значимой сценой в истории киноискусства». В ленту вошли интервью не только с людьми, имевшими отношение к триллеру, но и с такими кинематографистами, как Гильермо Дель Торо, Питер Богданович, Карин Кусама и Элай Рот, а также ведущими голливудскими монтажёрами. В названии «78/52» содержится отсылка к количеству монтажных склеек и углов камеры, применённых в знаменитом эпизоде. В документальном фильме рассказывается о влиянии убийства Мэрион на кино и телевидение, показаны значимые сцены из произведений, отсылающих к ней («Я видела, что вы сделали» Уильяма Касла, «Страх высоты» Мела Брукса, «Хеллоуин» Джона Карпентера, «Бритва» Брайана Де Пальмы, «Смертельная забава» Тоуба Хупера, «Симпсоны», «Концерт ужасов» Лючио Фульчи, «Железо» Ричарда Стэнли, «Шоу 70-х», «Луни Тюнз: Снова в деле» Джо Данте, «Королевы крика»). Особо выделяется рецепция в итальянских джалло, в частности, в творчестве Марио Бавы и Дарио Ардженто — ведущих представителей этого поджанра ужасов. Кроме того, с «Психо» сопоставляется сцена боксёрского поединка между Джейком Ламоттой (Роберт Де Ниро) и Шугаром Робинсоном (Джонни Барнс) из фильма Мартина Скорсезе «Бешеный бык» (1980). Она снята таким образом, что Робинсон наносил удары противнику, словно «Мать» у Хичкока своей жертве. Американский режиссёр выстроил последовательность кадров в том же порядке, вплоть до брызг крови и пота, летящих на канвас, сползание героя Де Ниро по канатам. В 2020 году в Венгрии в честь шестидесятилетия триллера пересняли сцену в душе: в этой версии она длится около трёх минут, и в ней снялись 60 актрис, каждой из которых досталось по одному кадру.